# Liste der Biografien/Caa–Cag
Liste der Biografien |
Portal Biografien |
Personensuche
# |
A |
B |
C |
D |
E |
F |
G |
H |
I |
J |
K |
L |
M |
N |
O |
P |
Q |
R |
S |
T |
U |
V |
W |
X |
Y |
Z |
?
 
Ca |
Cb |
Cc |
Ce |
Ch |
Ci |
Cj |
Ck |
Cl |
Cm |
Cn |
Co |
Cr |
Cs |
Ct |
Cu |
Cv |
Cw |
Cy |
Cz
 
Caa–Cag |
Cah |
Cai |
Caj |
Cak |
Cal |
Cam |
Can |
Cao–Cap |
Caq |
Car |
Cas |
Cat–Caz
Die Liste der Biografien führt alle Personen auf, die in der deutschsprachigen Wikipedia einen Artikel haben. Dieses ist eine Teilliste mit 1056 Einträgen von Personen, deren Namen mit den Buchstaben „Caa“ – „Cag“ beginnt.

## Caa–Cag

### Caa
- Caabi el-Yachroutu, Mohamed (* 1948), komorischer Politiker, Premierminister der Komoren
- Caamaño Domínguez, Francisco (* 1963), spanischer Politiker
- Caamaño, Francisco Alberto (1932–1973), dominikanischer Politiker, Staatspräsident der Dominikanischen Republik
- Caamaño, Jacinto (* 1759), spanischer Entdecker
- Caamaño, Roberto (1923–1993), argentinischer Komponist, Pianist und Musikpädagoge
- Caan, James (1940–2022), US-amerikanischer SchauspielerJames Caan (1940–2022)

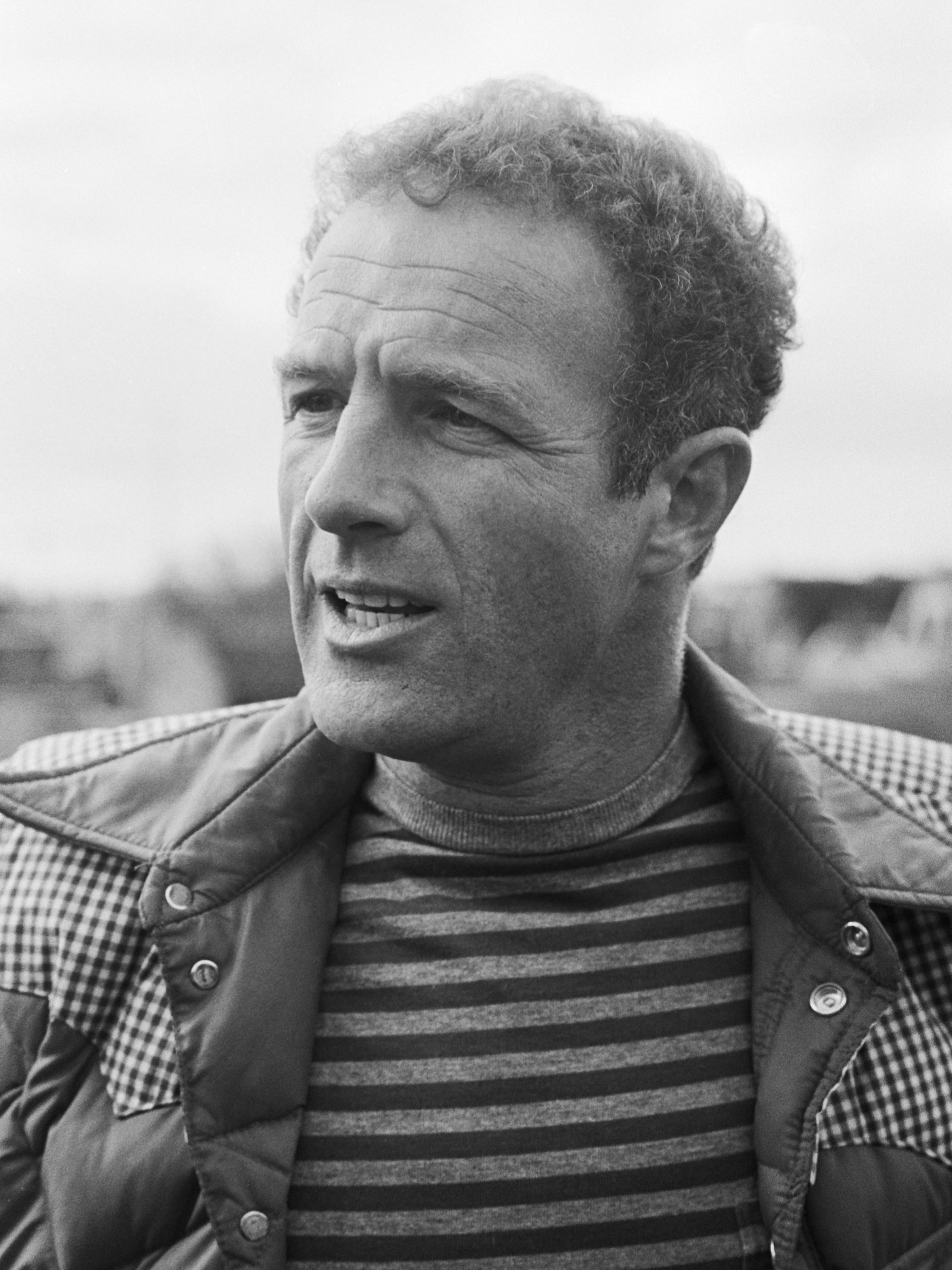
James Caan (1940–2022)

- Caan, Scott (* 1976), US-amerikanischer Schauspieler
- Caanen, Ton (* 1966), niederländischer Fußballtrainer
- Caanitz, Hugo (1895–1968), deutscher Augenarzt und Offizier, zuletzt Admiralarzt der Kriegsmarine
- Caasmann, Albert (1886–1968), deutscher Bildhauer und Porzellankünstler

### Cab
- Cab, Cris (* 1993), US-amerikanischer Singer-Songwriter

#### Caba
- Caba, Eduardo (1890–1953), bolivianischer Komponist und Musikpädagoge
- Cabaco, Erick (* 1995), uruguayischer Fußballspieler
- Cabactulan, Libran N. (* 1950), philippinischer Diplomat
- Cabaj Awad, Jacqueline (* 1996), schwedische Tennisspielerin
- Cabajog, Antonieto (* 1956), philippinischer Geistlicher, Bischof von Surigao
- Cabal, Hélio de Burgos (1915–2002), brasilianischer Wirtschaftswissenschaftler, Politiker und Diplomat
- Cabal, Juan David (* 2001), kolumbianischer Fußballspieler
- Cabal, Juan Sebastián (* 1986), kolumbianischer Tennisspieler
- Čabala, Ivan (* 1960), slowakischer Fußballspieler und Fußballtrainer
- Cabalceta, Hernán (* 1921), costa-ricanischer Fußballspieler
- Caballé i Domenech, Josep (* 1973), katalanischer Dirigent
- Caballé, Montserrat (1933–2018), spanische Opernsängerin (Sopran)Montserrat Caballé (1933–2018)

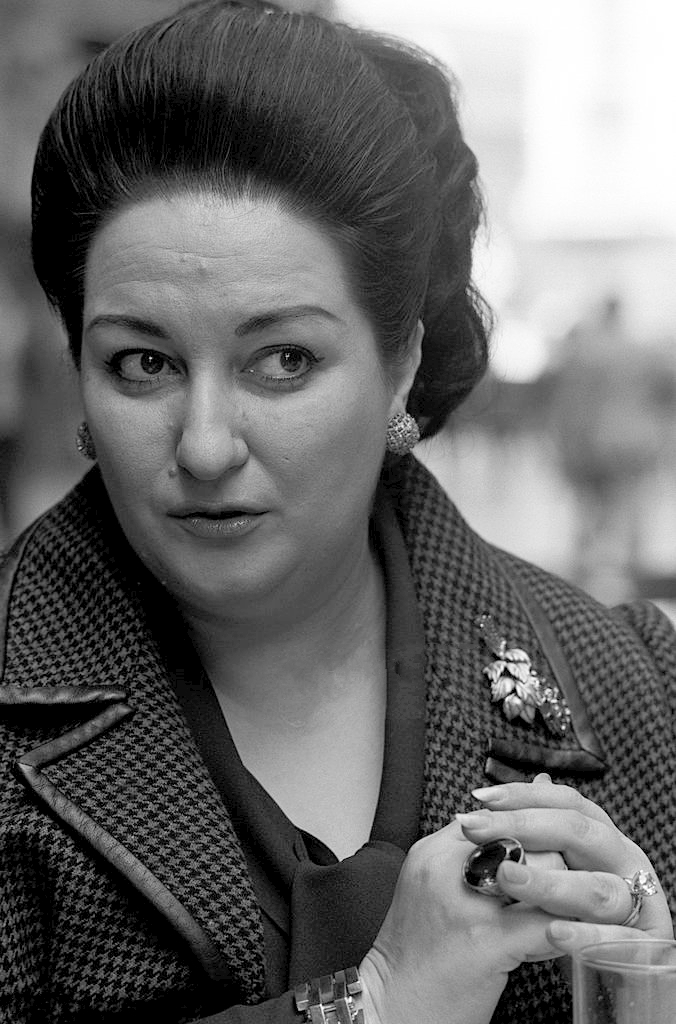
Montserrat Caballé (1933–2018)

- Caballero Bonald, José Manuel (1926–2021), spanischer Schriftsteller und Dichter
- Caballero Calderón, Eduardo (1910–1993), kolumbianischer Schriftsteller
- Caballero Figueroa, Braulio (* 1998), mexikanischer Dirigent, Organist und Cembalist
- Caballero Ledo, Maximino (* 1959), spanischer Ökonom und Manager sowie ernannter Präfekt des Wirtschaftssekretariats des Heiligen Stuhls
- Caballero Peña, Patricia Carolina (* 1984), paraguayische Beachvolleyballspielerin
- Caballero Rodríguez, Juan José (1912–1936), spanischer Oblate der Makellosen Jungfrau Maria, Märtyrer
- Caballero y Góngora, Antonio (1723–1796), spanischer Priester und Kolonialverwalter
- Caballero, Abel (* 1946), spanischer Politiker (Partido de los Socialistas de Galicia), Ökonom und Schriftsteller
- Caballero, Agustín (1815–1886), mexikanischer Musikpädagoge
- Caballero, Bernardino (1839–1912), paraguayischer General und Politiker
- Caballero, Celestino (* 1976), panamaischer Boxer
- Caballero, Denia (* 1990), kubanische Diskuswerferin
- Caballero, Eugenio (* 1970), mexikanischer Szenenbildner
- Caballero, Fernán (1796–1877), spanische Schriftstellerin deutsch-spanisch-irischer Herkunft
- Caballero, Gabriel (* 1971), mexikanischer Fußballspieler
- Caballero, José Antonio (1754–1821), spanischer Adliger und Politiker
- Caballero, José Luis (1922–2009), mexikanischer Rechtsanwalt und Sänger
- Caballero, José Luis (1955–2021), mexikanischer Fußballspieler
- Caballero, Manuel (1931–2010), venezolanischer Historiker, Journalist und Universitätsdozent
- Caballero, Manuel María (1819–1866), bolivianischer Politiker und Autor
- Caballero, Marco Antonio Loustaunau (* 1942), mexikanischer Botschafter
- Caballero, Martín (* 1991), uruguayischer Fußballspieler
- Caballero, Mauro (* 1994), paraguayischer Fußballspieler
- Caballero, Nicolás (* 1994), paraguayischer Squashspieler
- Caballero, Pablo (* 1987), uruguayischer Fußballspieler
- Caballero, Randy (* 1990), nicaraguanischer Boxer
- Caballero, Steve (* 1964), US-amerikanischer SkateboarderSteve Caballero (* 1964)

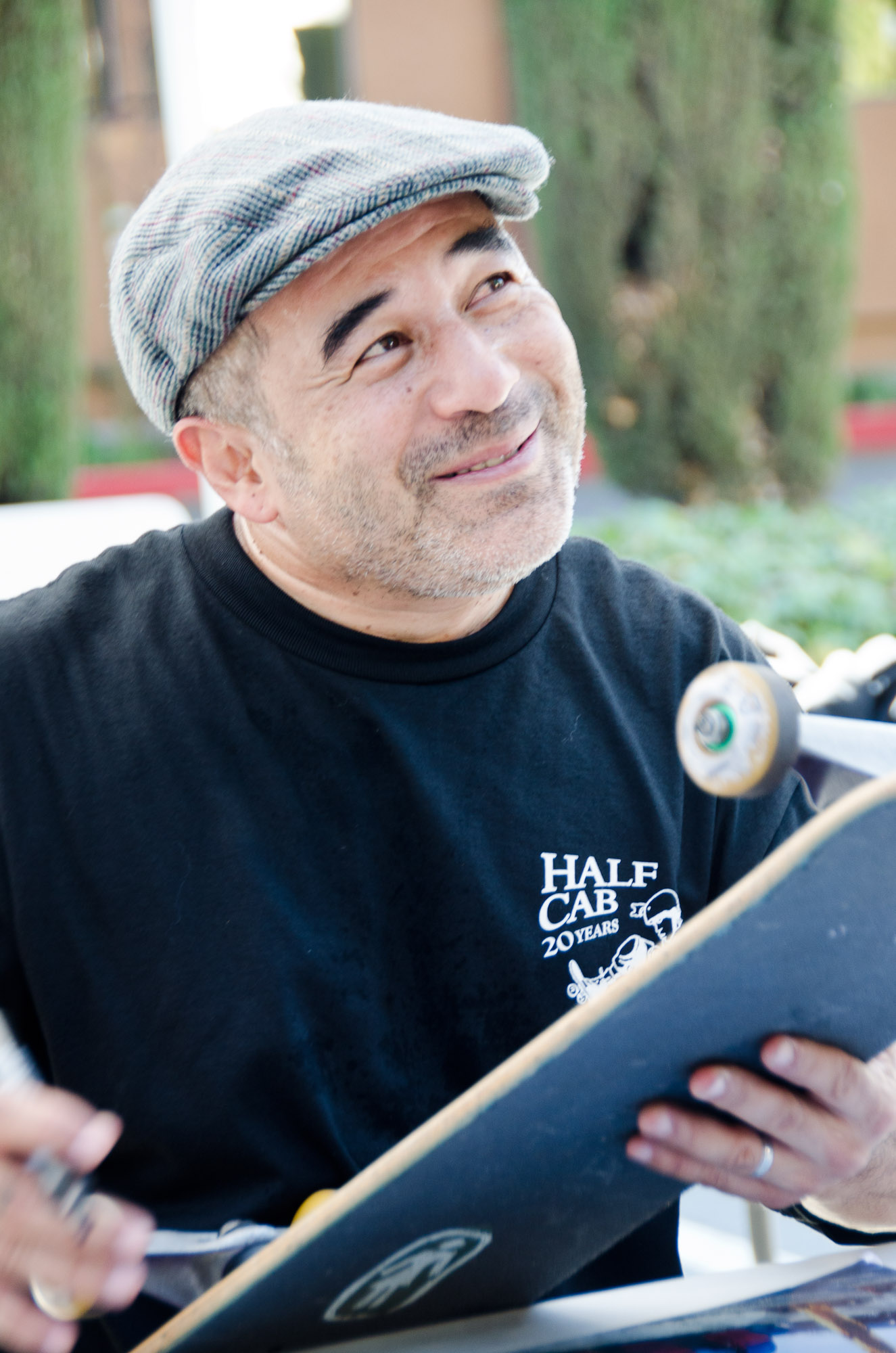
Steve Caballero (* 1964)

- Caballero, Tiago (* 2005), paraguayischer Fußballspieler
- Caballero, Víctor (* 1960), paraguayischer Tennisspieler
- Caballero, Willy (* 1981), argentinischer Fußballtorhüter
- Caballini von Ehrenburg, Johann (1752–1807), k. k. Generalmajor und Regimentskommandeur im  1. Walachen-Grenzregiment
- Caballius Priscus, Gaius, römischer Offizier (Kaiserzeit)
- Caballol Clemente, Silvia (* 1983), spanische klinische Psychologin und Autorin
- Cabán, Claudio (* 1963), puerto-ricanischer Marathonläufer
- Cabán, Janeishka, puerto-ricanische Fußballschiedsrichterin
- Cabana, Camille (1930–2002), französischer Politiker
- Cabana, Colt (* 1980), US-amerikanischer Wrestler
- Cabana, Frédérik (* 1986), kanadischer Eishockeyspieler
- Cabana, Georges (1894–1986), kanadischer katholischer Geistlicher, Erzbischof von Sherbrooke
- Cabana, Robert D. (* 1949), US-amerikanischer Astronaut
- Cabañas Barrientos, Lucio (1938–1974), mexikanischer Revolutionär
- Cabañas Fiallos, José de la Trinidad Francisco (1805–1871), Präsident von Honduras
- Cabañas, Francisco (1912–2002), mexikanischer Boxer
- Cabañas, Gustavo († 2009), mexikanischer Fußballtrainer und -spieler
- Cabanas, Javier (* 1960), spanischer Handballspieler
- Cabanas, Raúl (* 1986), schweizerisch-spanischer Fußballspieler
- Cabanas, Ricardo (* 1979), Schweizer Fussballspieler
- Cabañas, Roberto (1961–2017), paraguayischer Fußballspieler
- Cabañas, Salvador (* 1980), paraguayischer Fußballspieler
- Cabanel, Alexandre (1823–1889), französischer MalerAlexandre Cabanel (1823–1889)

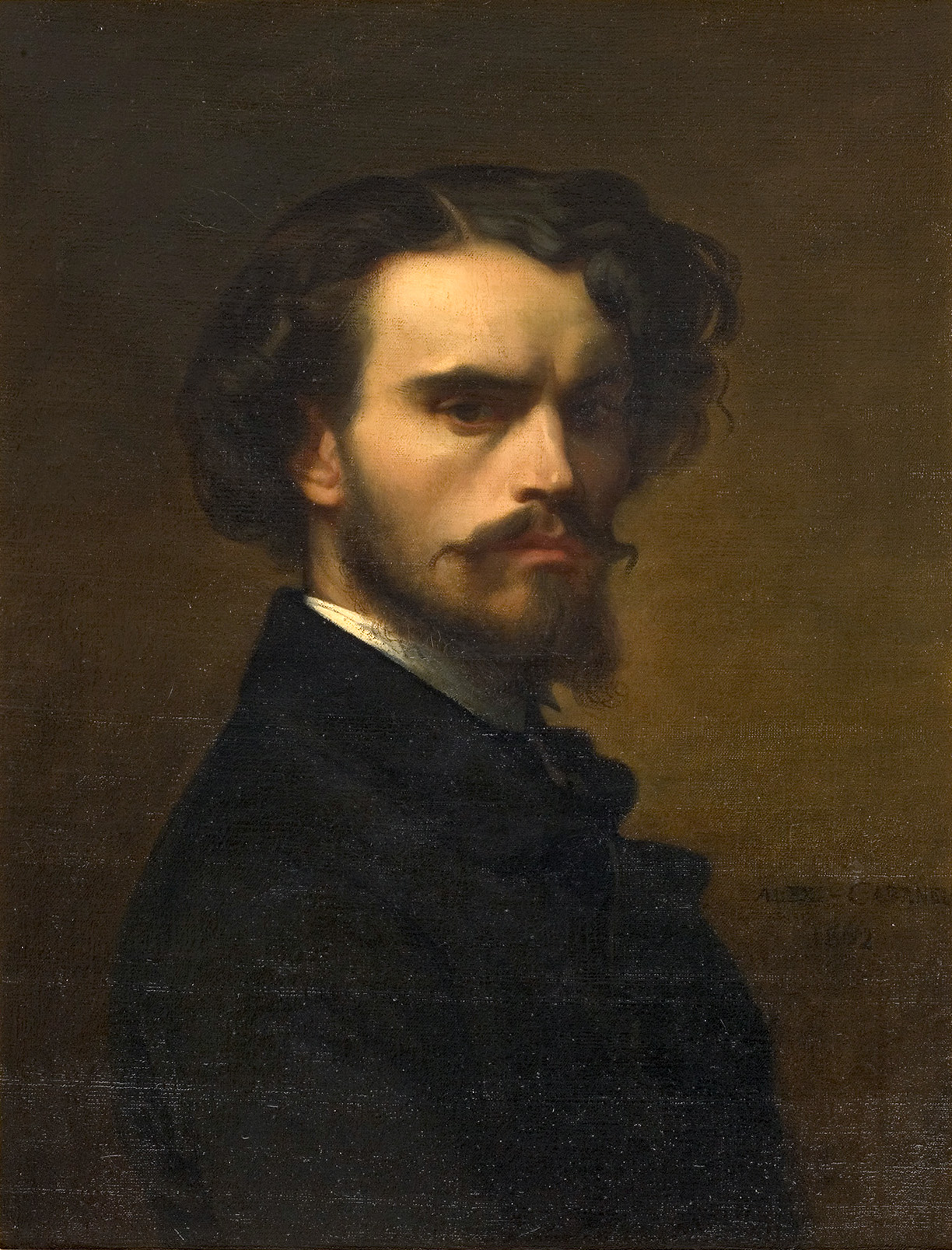
Alexandre Cabanel (1823–1889)

- Cabanel, Guy (* 1926), französischer Schriftsteller des Surrealismus
- Cabanel, Pierre (1838–1917), französischer Maler
- Cabaner, Ernest (1833–1881), französischer Komponist, Pianist und Dichter
- Cabañero Martínez, Raúl (* 1981), spanischer Fußballschiedsrichterassistent
- Cabanes de Viens, Jean-Balthazar de (1654–1697), französischer Bischof
- Cabanes, Max (* 1947), französischer Comiczeichner
- Cabang, John (* 2001), philippinischer Hürdenläufer
- Cabango, Ben (* 2000), walisischer Fußballspieler
- Cabanillas, Eduardo, argentinischer General
- Cabanillas, Nuria (* 1980), spanische rhythmische Sportgymnastin und Trainerin
- Cabanillas, Ramón (1876–1959), spanisch-galicischer Schriftsteller
- Cabanilles, Juan († 1712), spanischer Barockkomponist
- Cabanis, Charlot (1866–1925), deutscher Architekt und kommunaler Baubeamter
- Cabanis, Jean Louis (1816–1906), deutscher Ornithologe
- Cabanis, José (1922–2000), französischer Jurist und Schriftsteller
- Cabanis, Pierre-Jean-Georges (1757–1808), französischer Mediziner, Physiologe und Philosoph
- Cabanis, Rainer (1946–2009), deutscher Journalist, Rundfunkmoderator und -manager
- Cabaniss, Thomas Banks (1835–1915), US-amerikanischer Politiker
- Cabannes, Gaston (1882–1950), französischer Politiker
- Cabannes, Henri (1923–2016), französischer Mathematiker
- Cabannes, Jean (1885–1959), französischer Physiker
- Cabano, Reinhardt (1836–1920), Theaterschauspieler und -regisseur
- Cabanon, Émile († 1852), französischer Schriftsteller
- Cabantan, José Araneta (* 1957), philippinischer römisch-katholischer Geistlicher, Erzbischof von Cagayan de Oro
- Čabaravdić-Kamber, Emina (* 1947), bosnisch-deutsche Journalistin, Schriftstellerin, Malerin und Herausgeberin
- Cabarcos, Horacio (* 1950), argentinischer Kontrabassist und Tangomusiker
- Cabaret, Gustave (1866–1918), französischer Bogenschütze
- Cabarrus, Thérésia (1773–1835), Kurtisane des spätrevolutionären Frankreichs
- Cabassole, Philippe de (1305–1372), französischer römisch-katholischer Geistlicher, Lateinischer Patriarch von Jerusalem und Kardinal
- Cabassu, Jean (1902–1979), französischer Fußballspieler
- Cabat, Louis (1812–1893), französischer Maler
- Cabau, Yolanthe (* 1985), spanisch-niederländische SchauspielerinYolanthe Cabau (* 1985)

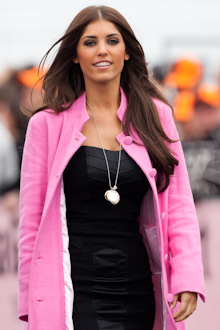
Yolanthe Cabau (* 1985)

- Cabaud, Demian (* 1977), argentinischer Jazzmusiker (Kontrabass, Komposition)
- Cabaud, Jacques (1923–2022), französisch-deutscher Pädagoge
- Cabay, Guy (* 1950), belgischer Jazzmusiker
- Cabaye, Yohan (* 1986), französischer FußballspielerYohan Cabaye (* 1986)

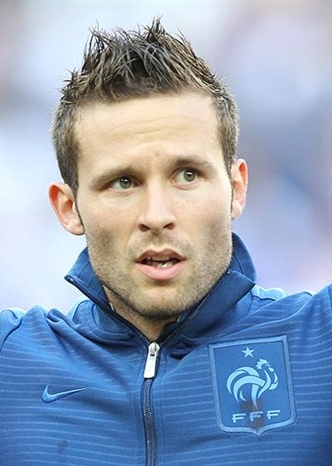
Yohan Cabaye (* 1986)

#### Cabb
- Cabbarlı, Cəfər (1899–1934), aserbaidschanischer Dramatiker, Lyriker, Übersetzer, Regisseur und Drehbuchautor
- Cabble, Lise (* 1958), dänische Sängerin und Songwriterin

#### Cabd
- Cabdilaahi, Xabiiba (1961–2020), dschibutische Sängerin

#### Cabe
- Cabeçadas Júnior, José Mendes (1883–1965), portugiesischer Vizeadmiral, Politiker und Ministerpräsident
- Cabecinha, Ana (* 1984), portugiesische Leichtathletin
- Cabedo, Víctor (1989–2012), spanischer Straßenradrennfahrer
- Cabeen, David Clark (1886–1965), US-amerikanischer Romanist und Literaturwissenschaftler
- Çabej, Eqrem (1908–1980), albanischer Historiolinguist
- Cabel, Eitan (* 1959), israelischer Politiker der Awoda
- Čábelická, Jitka (* 1990), tschechische Radrennfahrerin
- Cabell, Earle (1906–1975), US-amerikanischer Politiker
- Cabell, Edward Carrington (1816–1896), US-amerikanischer Politiker
- Cabell, George (1836–1906), US-amerikanischer Politiker
- Cabell, James Branch (1879–1958), amerikanischer Fantasy-Schriftsteller
- Cabell, Robert W. (* 1955), US-amerikanischer Komponist und Autor
- Cabell, Samuel Jordan (1756–1818), US-amerikanischer Politiker
- Cabell, William H. (1773–1853), US-amerikanischer Jurist und Politiker
- Cabell, William Lewis (1827–1911), General der Konföderierten Staaten von Amerika im Amerikanischen Bürgerkrieg
- Cabella, Rémy (* 1990), französischer Fußballspieler
- Cabella, Salvatore (1896–1965), italienischer Wasserballspieler
- Cabello Almada, Miguel Ángel (* 1965), paraguayischer römisch-katholischer Geistlicher, Bischof von Villarrica del Espíritu Santo
- Cabello Ariza, Carlos (* 1982), spanischer Poolbillardspieler
- Cabello Balboa, Miguel (1535–1608), spanischer Geistlicher und Chronist
- Cabello de Carbonera, Mercedes (1845–1909), peruanische Schriftstellerin
- Cabello, Alba María (* 1986), spanische Synchronschwimmerin
- Cabello, Antonio (* 1990), spanischer Radrennfahrer
- Cabello, Camila (* 1997), kubanisch-US-amerikanische SängerinCamila Cabello (* 1997)

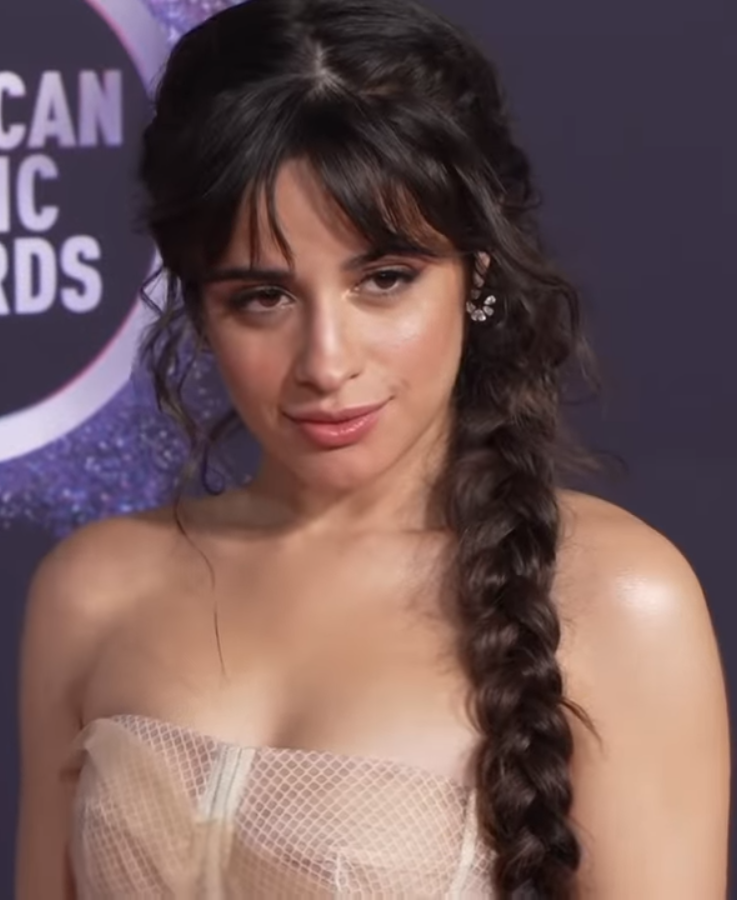
Camila Cabello (* 1997)

- Cabello, Diosdado (* 1963), venezolanischer Politiker, Militär und Ingenieur, ehemaliger Gouverneur des Staates Miranda
- Cabello, Francisco (* 1969), spanischer Radrennfahrer
- Cabellut, Lita (* 1961), spanische Malerin
- Cabeo, Niccolò (1586–1650), italienischer Physiker, Ingenieur und Jesuit
- Caberta, Ursula (* 1950), deutsche Politikerin (SPD, WASG), MdHB
- Cabestan, Jean-Pierre (* 1955), französischer Politikwissenschaftler
- Cabet, Étienne (1788–1856), französischer Publizist, Politiker und Revolutionär
- Cabete, Adelaide (1867–1935), portugiesische Medizinerin, Autorin, Lehrerin und Frauenrechtlerin
- Cabeza Candela, Estrella (* 1987), spanische Tennisspielerin
- Cabeza Gutiérrez, Cristina (* 1977), spanische Handballspielerin und Handballtrainerin
- Cabezas Aristizábal, Alfonso (* 1943), kolumbianischer Ordensgeistlicher, Altbischof von Villavicencio
- Cabezas Mendoza, Carlos Alfredo (* 1966), venezolanischer Geistlicher und römisch-katholischer Bischof von Ciudad Guayana
- Cabezas Veizan, Ignacio Renán (* 1973), bolivianischer Politiker, Mitglied des Abgeordnetenhauses
- Cabezas, Carlos (* 1980), spanischer Basketballspieler
- Cabezas, José Luis (1961–1997), argentinischer Fotograf und Reporter
- Cabezas, Omar (* 1950), nicaraguanischer Autor, Revolutionär und Politiker
- Cabezas, Paula (* 1972), chilenische Tennisspielerin
- Cabezas, Sofia (* 2002), venezolanische Tennisspielerin
- Cabezas, Valeria (* 2001), kolumbianische Hürdenläuferin
- Cabezón Cámara, Gabriela (* 1968), argentinische Schriftstellerin, Journalistin und Aktivistin
- Cabezón Ruiz, Soledad (* 1973), spanische Politikerin (Partido Socialista Obrero Español), MdEP und Ärztin
- Cabezón, Antonio de (1510–1566), spanischer Komponist und Organist
- Cabezón, Ignacio, Fußballspieler
- Cabezón, Isaías (1891–1963), chilenischer Maler
- Cabezudo, Dolores (* 1935), spanische Chemikerin und Hochschullehrerin

#### Cabi
- Câbî Ömer Efendi, türkischer Chronist und Finanzbeamter
- Cabianca, Giulio (1923–1961), italienischer Autorennfahrer
- Cabianca, Vincenzo (1827–1902), italienischer Maler des Realismus
- Cabibbo, Nicola (1935–2010), italienischer Physiker
- Cabiddu, Gianfranco (* 1953), italienischer Musikethnologe, Tonmeister und Filmregisseur
- Cabié, Louis Alexandre (1853–1939), französischer Maler, vorwiegend Landschaftsmaler
- Cabigiosu, Carlo (* 1939), italienischer Militär, General des Heeres
- Cabili, Tomas (1903–1957), philippinischer Politiker
- Cabión, José Luis (* 1983), chilenischer Fußballspieler
- Cabirol, Joseph-Martin (1799–1874), französischer Unternehmer und Erfinder
- Cabirou, Marine (* 1997), französische Mountainbikerin
- Cabisius, Arno (1843–1907), deutscher Opernsänger (Bariton), Regisseur und Theaterleiter
- Cabisius, Julius (1841–1898), deutscher Violoncellist
- Cabit, Manuel (* 1993), martiniquisch-französischer Fußballspieler

#### Cabl
- Cable, Benjamin T. (1853–1923), US-amerikanischer Politiker
- Cable, Candace (* 1954), US-amerikanische Behindertensportlerin
- Cable, Eric Grant (1887–1970), britischer Diplomat
- Cable, George Washington (1844–1925), US-amerikanischer Schriftsteller
- Cable, Howard (1920–2016), kanadischer Dirigent, Arrangeur und Komponist
- Cable, James (1920–2001), britischer Offizier, Diplomat und Marinehistoriker
- Cable, John L. (1884–1971), US-amerikanischer Politiker
- Cable, Joseph (1801–1880), US-amerikanischer Politiker
- Cable, Mildred (1878–1952), englische Missionarin der China-Inland-Mission
- Cable, Tom (* 1964), US-amerikanischer Footballtrainer
- Cable, Vince (* 1943), britischer Politiker (Liberal Democrats), Mitglied des House of Commons
- Cables, George (* 1944), US-amerikanischer Jazzmusiker (Piano, Komposition)
- Cablitz, Thilo (* 1978), deutscher Polizeibeamter

#### Cabo
- Cabo, Ernest (1932–2019), französischer Geistlicher, römisch-katholischer Bischof
- Caboga-Cerva, Bernhard (1785–1855), österreichischer Feldzeugmeister
- Cabolet, Servais (1908–1976), deutscher U-Boot Kommandant und Politiker (SRP)
- Cabon, Paul (* 1985), französischer Animationsfilmer
- Caboré (* 1980), brasilianischer Fußballspieler
- Caborn, Richard (* 1943), britischer Politiker, Staatsminister, Mitglied des Europäischen Parlaments und des Unterhauses
- Cabot Perry, Lilla (1848–1933), US-amerikanische Malerin des Impressionismus
- Cabot, Bruce (1904–1972), US-amerikanischer Schauspieler
- Cabot, Christina (* 1969), US-amerikanische Schauspielerin
- Cabot, George (1752–1823), US-amerikanischer Politiker
- Cabot, Javier (* 1953), spanischer Hockeyspieler
- Cabot, Jimmy (* 1994), französischer Fußballspieler
- Cabot, Joe (1921–2016), US-amerikanischer Jazztrompeter, Komponist und Bandleader
- Cabot, John Moors (1901–1981), US-amerikanischer Diplomat
- Cabot, Meg (* 1967), US-amerikanische Autorin und Illustratorin
- Cabot, Ricardo (* 1949), spanischer Hockeyspieler
- Cabot, Samuel III (1815–1885), US-amerikanischer Daguerreotypist, Ornithologe und Arzt
- Cabot, Sebastian (1918–1977), britischer Schauspieler
- Cabot, Susan (1927–1986), US-amerikanische Schauspielerin
- Caboto, Giovanni, italienischer Seefahrer und EntdeckerGiovanni Caboto

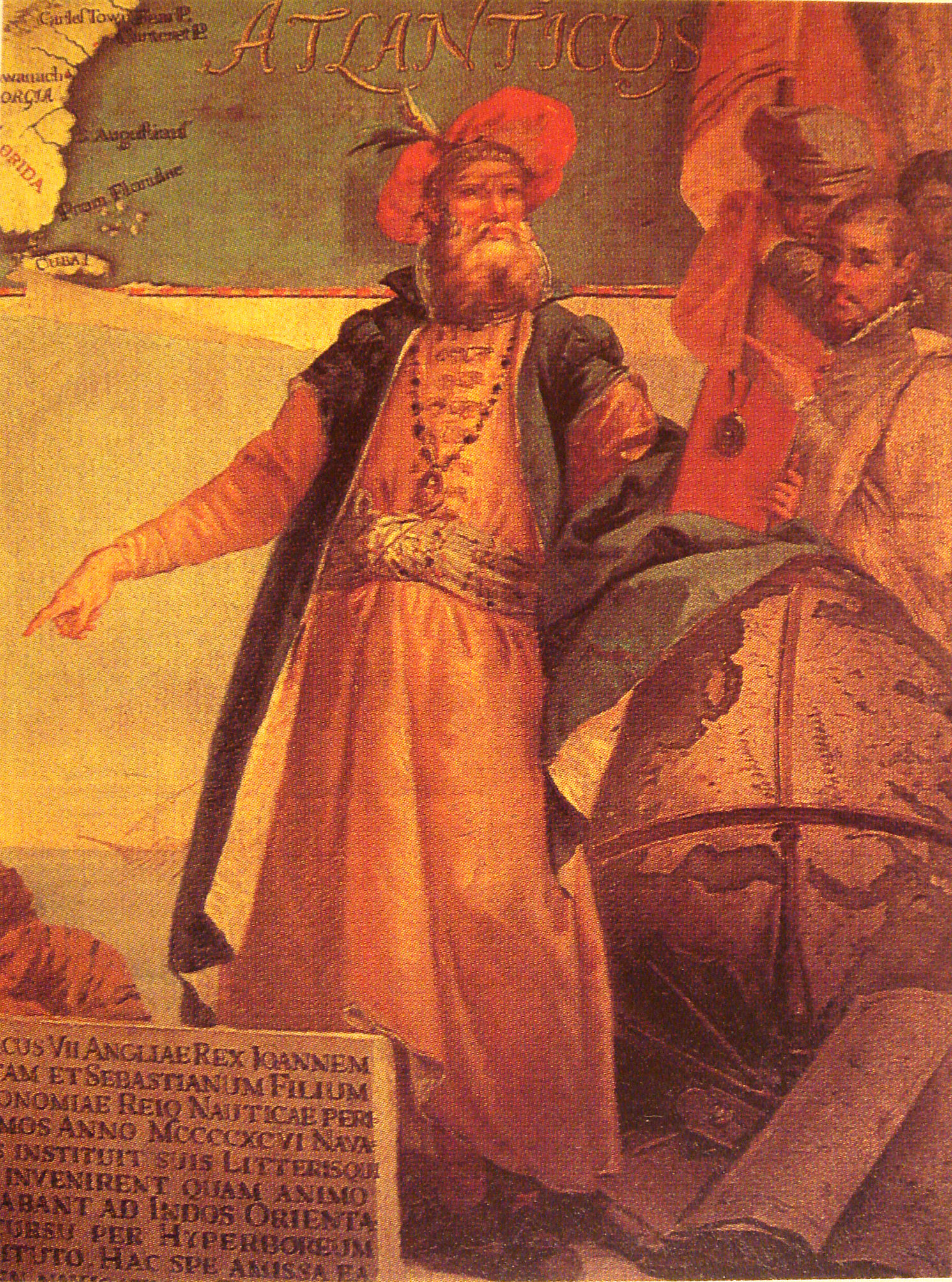
Giovanni Caboto

- Caboto, Sebastiano († 1557), italienischer Entdecker
- Cabout, Mieke (* 1986), niederländische Wasserballspielerin

#### Cabr
- Čabraja, Marijan (* 1997), kroatischer Fußballtorhüter
- Cabral (* 1988), Schweizer Fußballspieler
- Cabral Barbosa, Alexandrina (* 1986), spanische Handballspielerin
- Cabral Britto, Rubival (* 1969), brasilianischer Ordensgeistlicher, römisch-katholischer Bischof von Bom Jesus da Lapa
- Cabral de Melo Neto, João (1920–1999), brasilianischer Lyriker und Diplomat
- Cabral Filho, Sérgio (* 1963), brasilianischer Politiker
- Cabral Lalau, Patric (* 1989), brasilianischer Fußballspieler
- Cabral, Afonso Reis (* 1990), portugiesischer Schriftsteller
- Cabral, Aires Francisco, osttimoresischer Politiker
- Cabral, Amílcar (1924–1973), guinea-bissauischer Politiker, Poet, Intellektueller, Theoretiker, Diplomat, Agrarwissenschaftler und UnabhängigkeitskämpferAmílcar Cabral (1924–1973)

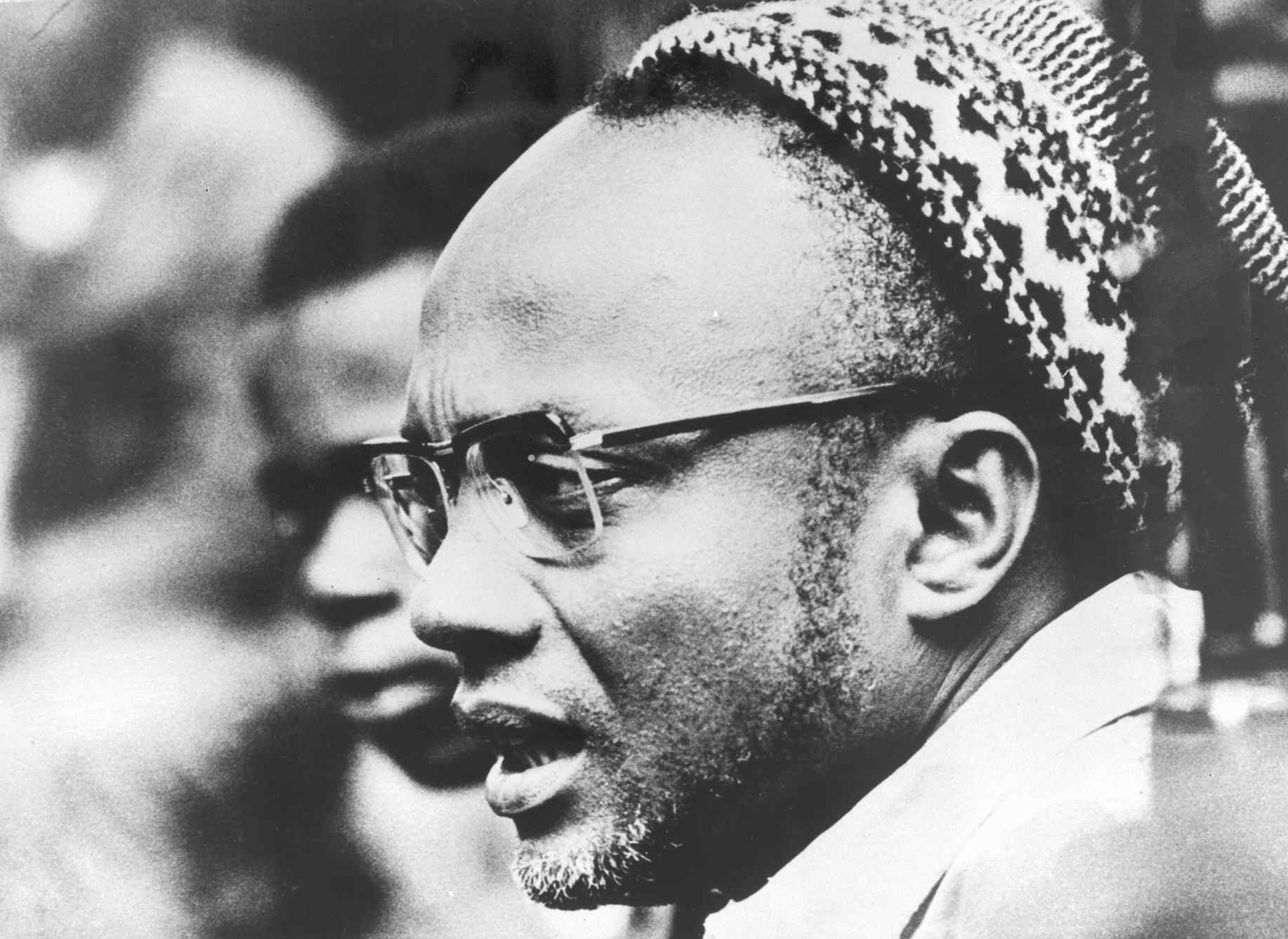
Amílcar Cabral (1924–1973)

- Cabral, Angelique (* 1979), US-amerikanische Schauspielerin
- Cabral, Anna Escobedo (* 1959), US-amerikanische Regierungsbeamtin
- Cabral, António Bernardo da Costa (1803–1889), portugiesischer Politiker
- Cabral, António José (* 1949), portugiesischer Wirtschaftswissenschaftler
- Cabral, Ariel (* 1987), argentinischer Fußballspieler
- Cabral, Arthur (* 1998), brasilianischer Fußballspieler
- Cabral, Artie (1940–2023), US-amerikanischer Jazzmusiker (Schlagzeug)
- Cabral, Berta (* 1952), portugiesische Politikerin (Azoren)
- Cabral, Ciruelo (* 1963), argentinischer Illustrator, Maler und Autor
- Cabral, Donald (* 1989), US-amerikanischer Hindernisläufer
- Cabral, Euclides (* 1999), portugiesischer Fußballspieler
- Cabral, Eusebio, uruguayischer Politiker
- Cabral, Facundo (1937–2011), argentinischer Liedermacher, Songwriter und Schriftsteller
- Cabral, Filomeno da Câmara de Melo (1873–1934), portugiesischer Gouverneur und Politiker
- Cabral, Francelina (* 1985), osttimoresische Mountainbikerin und Olympiateilnehmer
- Cabral, Francisco (1529–1609), portugiesischer Jesuit und Missionar
- Cabral, Francisco (* 1949), trinidadischer bildender Künstler
- Cabral, Francisco (* 1997), portugiesischer Tennisspieler
- Cabral, Gustavo (* 1985), argentinischer Fußballspieler
- Cabral, Jerson (* 1991), niederländischer Fußballspieler
- Cabral, João (1599–1669), portugiesischer Jesuit und Missionar
- Cabral, João (* 1961), portugiesischer Schauspieler
- Cabral, João (* 1999), brasilianischer Sprinter
- Cabral, Jorge, 11. portugiesischer Generalgouverneur des Estado da India
- Cabral, Jorge Kirchhofer (1903–1962), brasilianischer Diplomat
- Cabral, José Carlos Brandão (* 1963), brasilianischer Geistlicher, emeritierter römisch-katholischer Bischof von São João da Boa Vista
- Cabral, José María (1816–1899), dominikanischer Politiker und Präsident der Dominikanischen Republik (1866 bis 1868)
- Cabral, Jovane (* 1998), kap-verdischer Fußballspieler
- Cabral, Luciano (* 1995), argentinisch-chilenischer Fußballspieler
- Cabral, Luís (1931–2009), guinea-bissauischer Politiker, Präsident (1973–1980)
- Cabral, Manuel del (1907–1999), dominikanischer Schriftsteller
- Cabral, Maria (1941–2017), portugiesische Schauspielerin
- Cabral, Mário de Araújo (1934–2020), portugiesischer Automobilrennfahrer
- Cabral, Mercedes (* 1986), philippinische Schauspielerin
- Cabral, Milagros (* 1978), dominikanische Volleyball-Nationalspielerin
- Cabral, Pedro Álvares, portugiesischer SeefahrerPedro Álvares Cabral

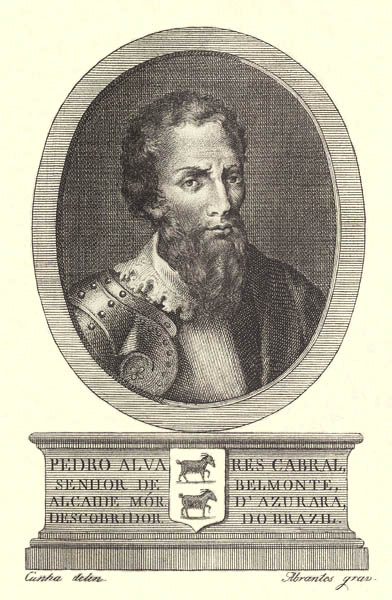
Pedro Álvares Cabral

- Cabral, Pedro Caldeira (* 1950), portugiesischer Gitarrist, Komponist und Musikwissenschaftler
- Cabral, Rafael (* 1990), brasilianischer Fußballtorhüter
- Cabral, Richard (* 1984), US-amerikanischer SchauspielerRichard Cabral (* 1984)

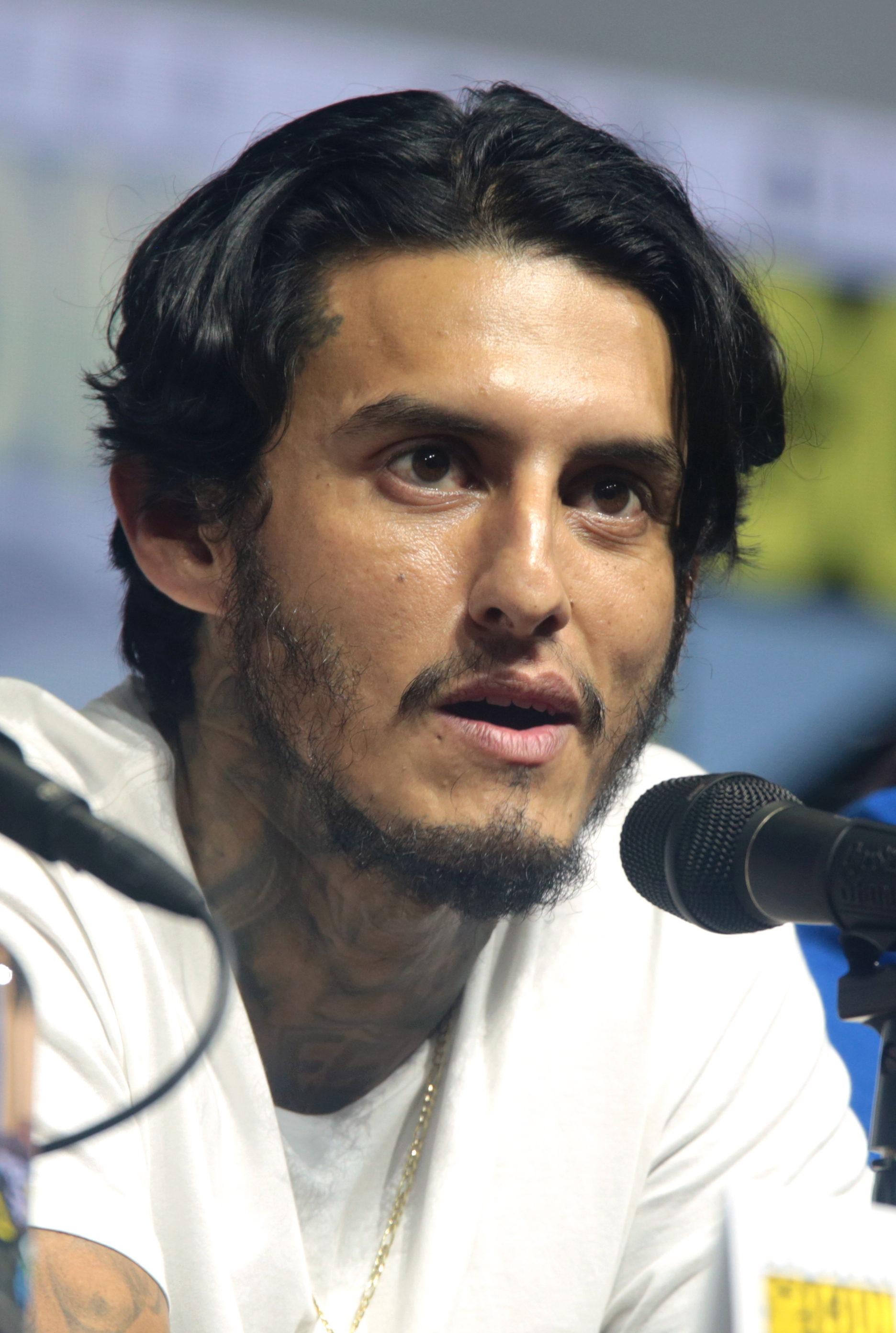
Richard Cabral (* 1984)

- Cabral, Sérgio (1937–2024), brasilianischer Journalist
- Cabral, Tomás (* 1965), osttimoresischer Beamter und Politiker
- Cabral, Travis (* 1983), US-amerikanischer Freestyle-Skisportler
- Cəbrayılov, Mikayıl (1952–1990), aserbaidschanischer Polizeioffizier, Nationalheld Aserbaidschans
- Cabré, Encarnación (1911–2005), spanische Archäologin
- Cabré, Jaume (* 1947), spanischer Philologe und Schriftsteller
- Cabré, Maria Teresa (* 1947), spanische Hochschullehrerin und Linguistin
- Cabré, Xavier (* 1966), spanischer Mathematiker
- Cabreira, Duarte Leão (1811–1881), portugiesischer Soldat
- Cabreira, Frederico Leão (1800–1880), portugiesischer Gouverneur von Portugiesisch-Timor
- Cabreira, João (* 1982), portugiesischer Radrennfahrer
- Cabreira, Tomas junior (1891–1911), portugiesischer dilettantischer Autor
- Cabreira, Tomas senior (1865–1918), portugiesischer Wissenschaftler, Autor, Militär, Freimaurer und Politiker
- Cabrejos Vidarte, Héctor Miguel (* 1948), peruanischer Geistlicher, emeritierter römisch-katholischer Erzbischof von Trujillo
- Cabrel, Francis (* 1953), französischer MusikerFrancis Cabrel (* 1953)

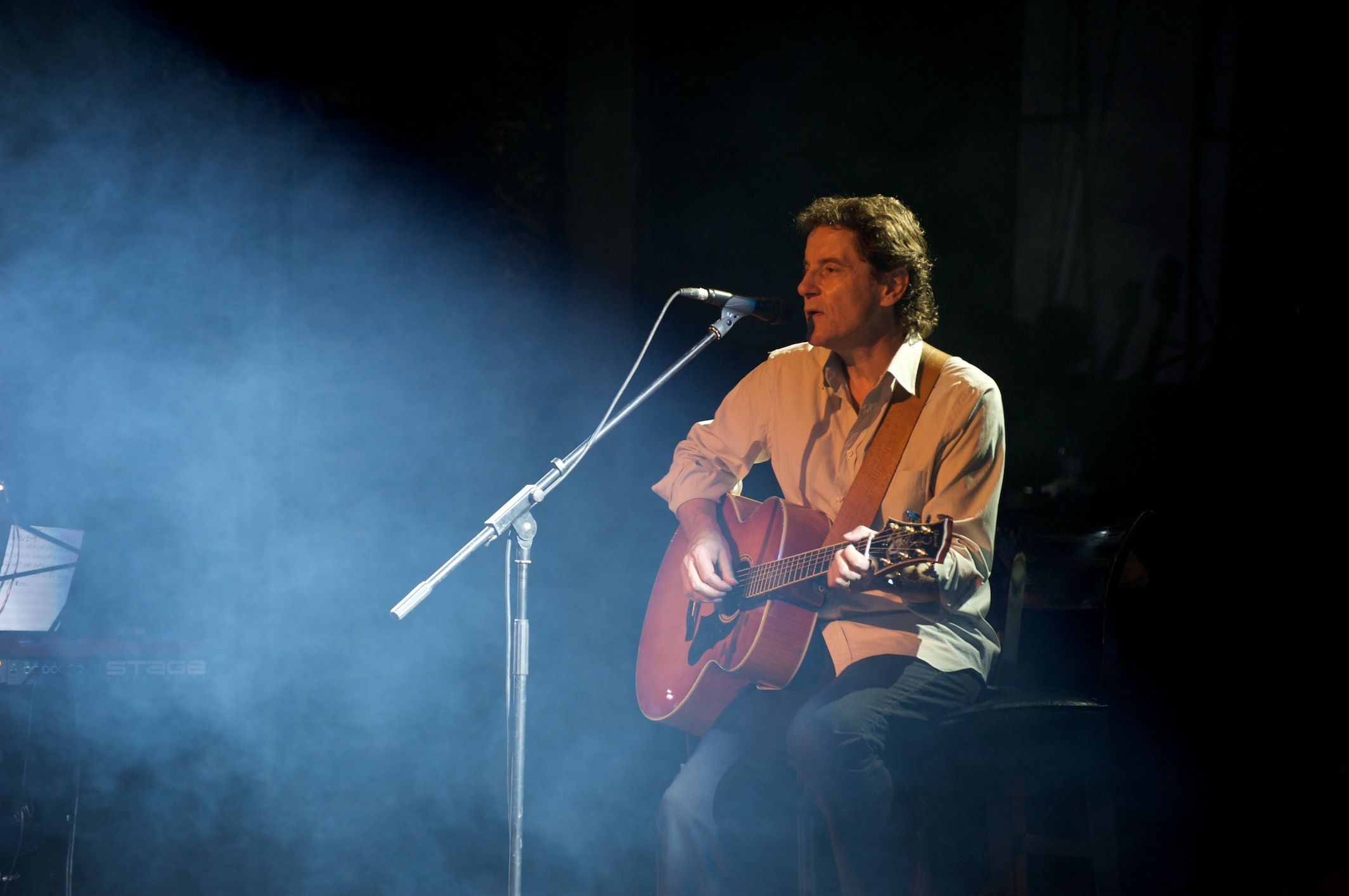
Francis Cabrel (* 1953)

- Cabrera Arcos, Jaime Alberto (* 1967), kolumbianischer römisch-katholischer Geistlicher, Bischof von Garzón
- Cabrera Argüelles, Ramón (* 1944), philippinischer Geistlicher, emeritierter römisch-katholischer Erzbischof von Lipa
- Cabrera Cava, José Luis (* 1982), spanischer Fußballspieler
- Cabrera Cruz, Luis (1893–1967), mexikanischer Geistlicher, Bischof von San Luis Potosí
- Cabrera Cuéllar, Rodrigo Orlando (1938–2022), salvadorianischer Geistlicher, römisch-katholischer Bischof von Santiago de María
- Cabrera Herrera, Luis Gerardo (* 1955), ecuadorianischer Ordensgeistlicher, römisch-katholischer Erzbischof von Guayaquil
- Cabrera Infante, Guillermo (1929–2005), kubanisch-britischer spanischsprachiger Schriftsteller und Filmkritiker
- Cabrera Latorre, Ángel (1879–1960), spanisch-argentinischer Mammaloge und Paläontologe
- Cabrera López, Rogelio (* 1951), mexikanischer Geistlicher, römisch-katholischer Erzbischof von Monterrey
- Cabrera Maciá, Manuel de Jesús (1913–1997), mexikanischer Botschafter
- Cabrera Ovalle, Julio Edgar (* 1939), guatemaltekischer Geistlicher und römisch-katholischer Bischof von Jalapa
- Cabrera y Griño, Ramón (1806–1877), Heerführer der spanischen Karlisten
- Cabrera, Ángel (* 1969), argentinischer GolferÁngel Cabrera (* 1969)

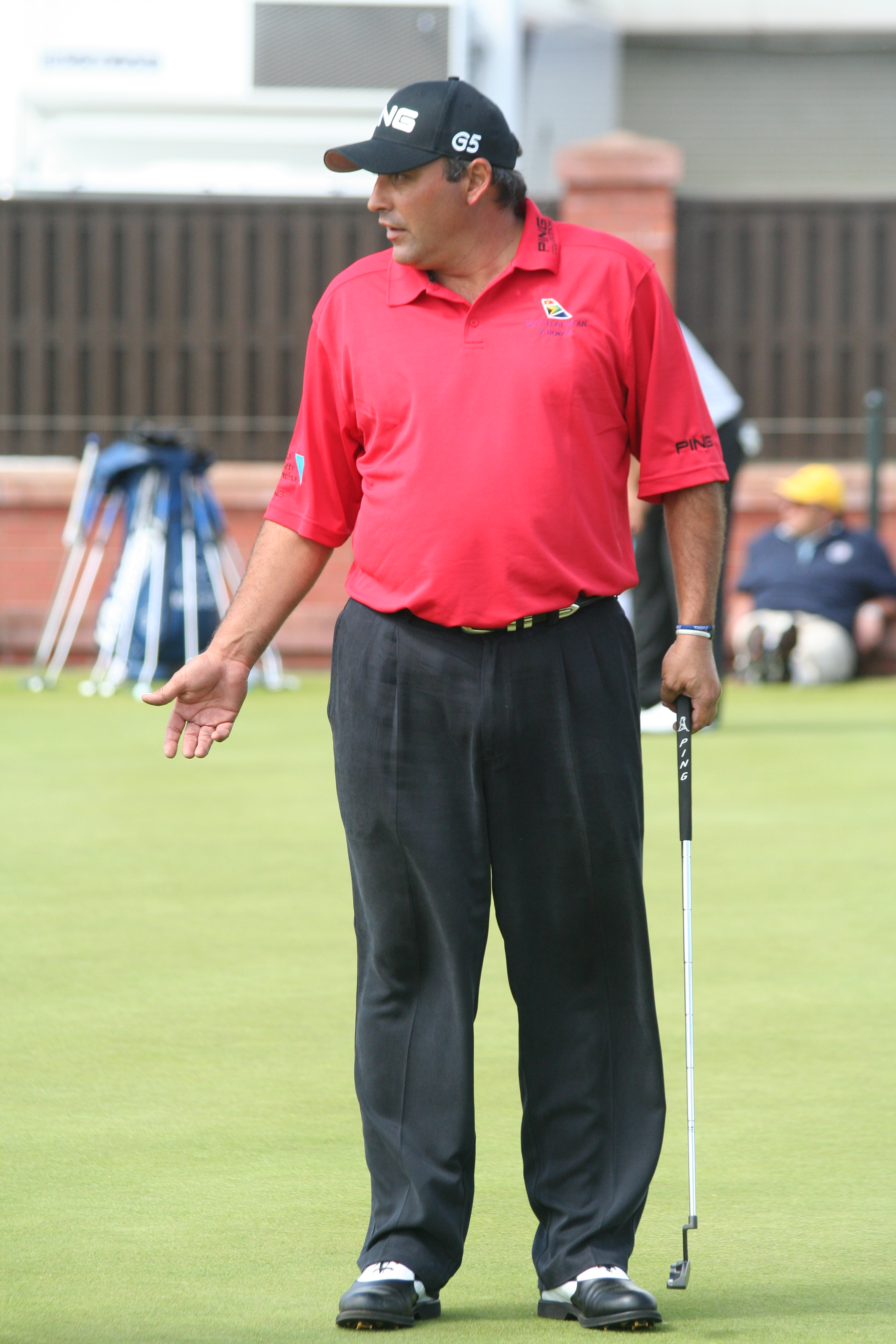
Ángel Cabrera (* 1969)

- Cabrera, Ángel Lulio (1908–1999), argentinischer Botaniker und Phytogeograph
- Cabrera, Ángel Rubén (1939–2010), uruguayischer Fußballspieler
- Cabrera, Antonio, paraguayischer Fußballspieler
- Cabrera, Antonio (1763–1827), spanischer katholischer Priester, Botaniker und Ichthyologe
- Cabrera, Antonio (* 1981), chilenischer Radrennfahrer
- Cabrera, Armando (* 1921), dominikanischer Komponist
- Cabrera, Benito (* 1963), spanischer Musiker und Komponist
- Cabrera, Blas (* 1946), US-amerikanischer Physiker
- Cabrera, Cosima (* 1992), US-amerikanische Schauspielerin
- Cabrera, David (* 1989), mexikanischer Fußballspieler
- Cabrera, Delfo (1919–1981), argentinischer Marathonläufer und Olympiasieger
- Cabrera, Diana (* 1984), uruguayisch-kanadische Sportschützin
- Cabrera, Donato (* 1973), US-amerikanischer Dirigent
- Cabrera, Eduardo (1936–2002), kubanischer Pianist, Arrangeur und Bandleader
- Cabrera, Enrique (* 1974), mexikanischer Bildhauer
- Cabrera, Facundo (* 1991), uruguayischer Fußballspieler
- Cabrera, Fernando (* 1956), uruguayischer Komponist, Sänger und Gitarrist
- Cabrera, Fernando (* 1981), puerto-ricanischer Baseballspieler
- Cabrera, Germán (1903–1990), uruguayischer Bildhauer
- Cabrera, Gina (1928–2022), kubanische Schauspielerin in Film und Fernsehen
- Cabrera, Héctor (1932–2003), venezolanischer Balladensänger und Schauspieler
- Cabrera, Ione (* 1985), spanischer Fußballspieler
- Cabrera, Javier (* 1992), uruguayischer Fußballspieler
- Cabrera, Javier Fernández (* 1984), spanischer Fußballtrainer
- Cabrera, Jesus Aputen (* 1940), philippinischer Geistlicher, emeritierter Bischof von Alaminos
- Cabrera, John (1925–2014), spanisch-britischer Kameramann
- Cabrera, John (* 1975), US-amerikanischer Schauspieler, Drehbuchautor und Regisseur
- Cabrera, Jorge (* 1955), chilenischer Fußballspieler
- Cabrera, Jorge (* 1961), argentinischer Fußballspieler
- Cabrera, José (* 1967), chilenischer Fußballspieler
- Cabrera, José Benito (* 1963), kolumbianischer Kommandant der FARC
- Cabrera, Juan de (1658–1730), spanischer Theologe, Philosoph und Schriftsteller
- Cabrera, Juan Francisco (* 1979), chilenischer Radrennfahrer
- Cabrera, Kevin Marino, US-amerikanischer Politiker
- Cabrera, Ladislao (1830–1921), bolivianischer Jurist, Bürgermeister und Freiheitskämpfer
- Cabrera, Leandro (* 1991), uruguayischer Fußballspieler
- Cabrera, Lizette (* 1997), australische Tennisspielerin
- Cabrera, Luciano (* 1982), uruguayischer Fußballspieler
- Cabrera, Luis, chilenischer Fußballspieler
- Cabrera, Luis (* 1994), chilenischer Fußballspieler
- Cabrera, Luis (* 1995), venezolanischer Boxer
- Cabrera, Luis Jerónimo de (1586–1647), Vizekönig von Peru
- Cabrera, Lydia (1899–1991), kubanische Anthropologin und Dichterin
- Cabrera, Marvin (* 1980), mexikanischer Fußballspieler
- Cabrera, Matías (* 1986), uruguayischer Fußballspieler
- Cabrera, Mercedes (* 1953), spanische Politikwissenschaftlerin und Politikerin
- Cabrera, Miguel (1695–1768), mexikanischer Maler
- Cabrera, Miguel (* 1983), venezolanischer Baseballspieler
- Cabrera, Nelson (* 1983), paraguayisch-bolivianischer Fußballspieler
- Cabrera, Oliver (* 1963), schwedischer Spielervermittler
- Cabrera, Orvin (1977–2010), honduranischer Fußballspieler
- Cabrera, Pascual, uruguayischer Fußballspieler
- Cabrera, Ramiro (* 1988), uruguayischer Radrennfahrer
- Cabrera, René (* 1925), bolivianischer Fußballspieler
- Cabrera, Ricardo († 2010), ecuadorianischer Tischtennisspieler
- Cabrera, Ricardo (1937–2016), chilenischer Fußballspieler
- Cabrera, Roberto (1914–1995), chilenischer Fußballspieler
- Cabrera, Rodrigo (* 1989), uruguayischer Fußballspieler
- Cabrera, Salvador (* 1973), mexikanischer Fußballspieler
- Cabrera, Samuel (1960–2022), kolumbianischer Radrennfahrer
- Cabrera, Santiago (* 1978), chilenischer FilmschauspielerSantiago Cabrera (* 1978)

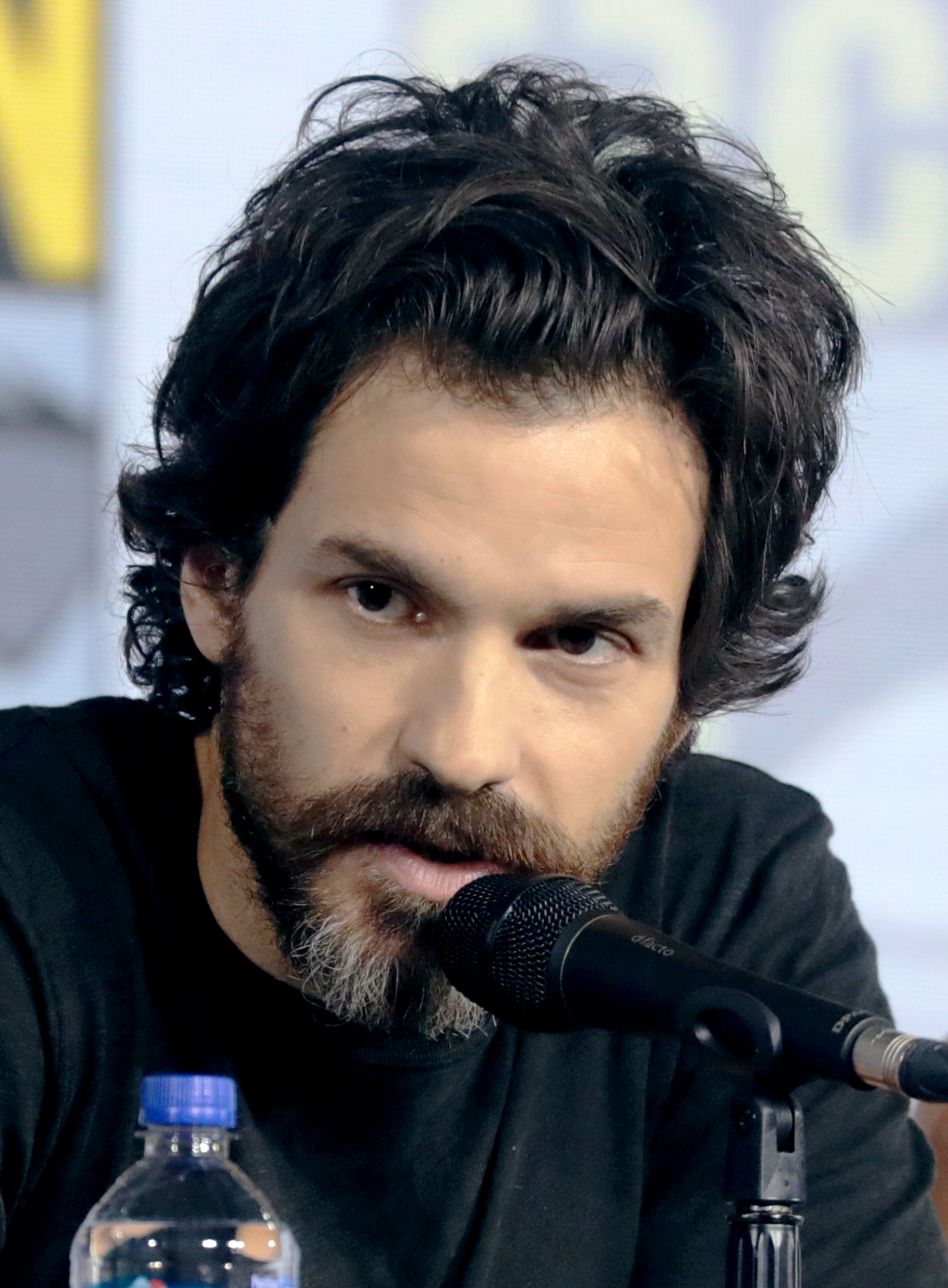
Santiago Cabrera (* 1978)

- Cabrera, Sergio (* 1950), kolumbianischer Filmregisseur
- Cabrera, Thierry (* 1964), belgischer Tischtennisspieler
- Cabrera, Víctor (* 1957), chilenischer Fußballspieler
- Cabrera, Víctor (* 1993), argentinischer Fußballspieler
- Cabrera, Wilmar (* 1959), uruguayischer Fußballspieler und -trainer
- Cabrera, Wílmer (* 1967), kolumbianischer Fußballspieler
- Cabrera, Wilmer Jr. (* 2000), US-amerikanisch-kolumbianischer Fußballspieler
- Cabrera-Bello, Rafael (* 1984), spanischer Golfer
- Cabrero Romero, Jesús Carlos (* 1946), mexikanischer Geistlicher, emeritierter römisch-katholischer Erzbischof von San Luis Potosí
- Cabrero, Andrés (* 1989), puerto-ricanischer Fußballspieler
- Cabrillana, Macarena (* 1992), chilenische Rollstuhltennisspielerin
- Cabrillo, Juan Rodríguez († 1543), portugiesischer Entdecker in spanischen Diensten
- Cabrini, Antonio (* 1957), italienischer Fußballspieler
- Cabrini, Franziska Xaviera (1850–1917), US-amerikanische Heilige und Schutzpatronin der Auswanderer
- Čabrinović, Nedeljko († 1916), Attentäter
- Cabrisas, Ricardo (* 1937), kubanischer Politiker und Vizepräsident des Ministerrats
- Cabrita, Barbara (* 1982), portugiesisch-französische Schauspielerin und Model
- Cabrita, Eduardo (* 1961), portugiesischer Jurist
- Cabrita, Fernando (1923–2014), portugiesischer Fußballspieler
- Cabrnoch, Milan (* 1962), tschechischer Arzt und Politiker (Občanská demokratická strana), Mitglied des Abgeordnetenhauses, MdEP
- Cabrol, Ariadna (* 1982), spanische Schauspielerin
- Cabrol, Christian (1925–2017), französischer Arzt, Autor und Politiker, MdEP
- Cabrol, Fernand (1855–1937), französischer Benediktiner und Wegbereiter der liturgischen Erneuerung
- Cabrol, Nathalie (* 1963), französisch-US-amerikanische Astrobiologin
- Cabruja i Auguet, Agustí (1911–1983), spanischer Schriftsteller und Journalist (Katalonien)

#### Cabu
- Cabuchet, Émilien (1819–1902), französischer Bildhauer
- Cabuk, Benjamin (* 1961), österreichischer Schauspieler
- Cabungula, Arsenio (* 1979), angolanischer Fußballspieler
- Caburlotto, Luigi (1817–1897), italienischer römisch-katholischer Priester und Ordensgründer, Seliger
- Cabus, Peter (1923–2000), belgischer Komponist
- Cabut, Jean (1938–2015), französischer Comiczeichner, Cartoonist und Karikaturist
- Cabuto, Erubey (* 1975), mexikanischer Fußballspieler

#### Caby
- Caby, Auguste (1887–1915), französischer Schwimmer
- Caby, Thierry (* 1963), französischer Fußballspieler

### Cac
- Cacace, Liberato (* 2000), neuseeländischer Fußballspieler
- Çaçan, Burhan (1960–2023), türkischer Sänger und Schauspieler
- Cação, Tiago (* 1998), portugiesischer Tennisspieler
- Caçapa (* 1976), brasilianischer Fußballspieler
- Cacau (* 1971), brasilianischer Futsalspieler und -trainer
- Cacau (* 1981), deutscher FußballspielerCacau (* 1981)

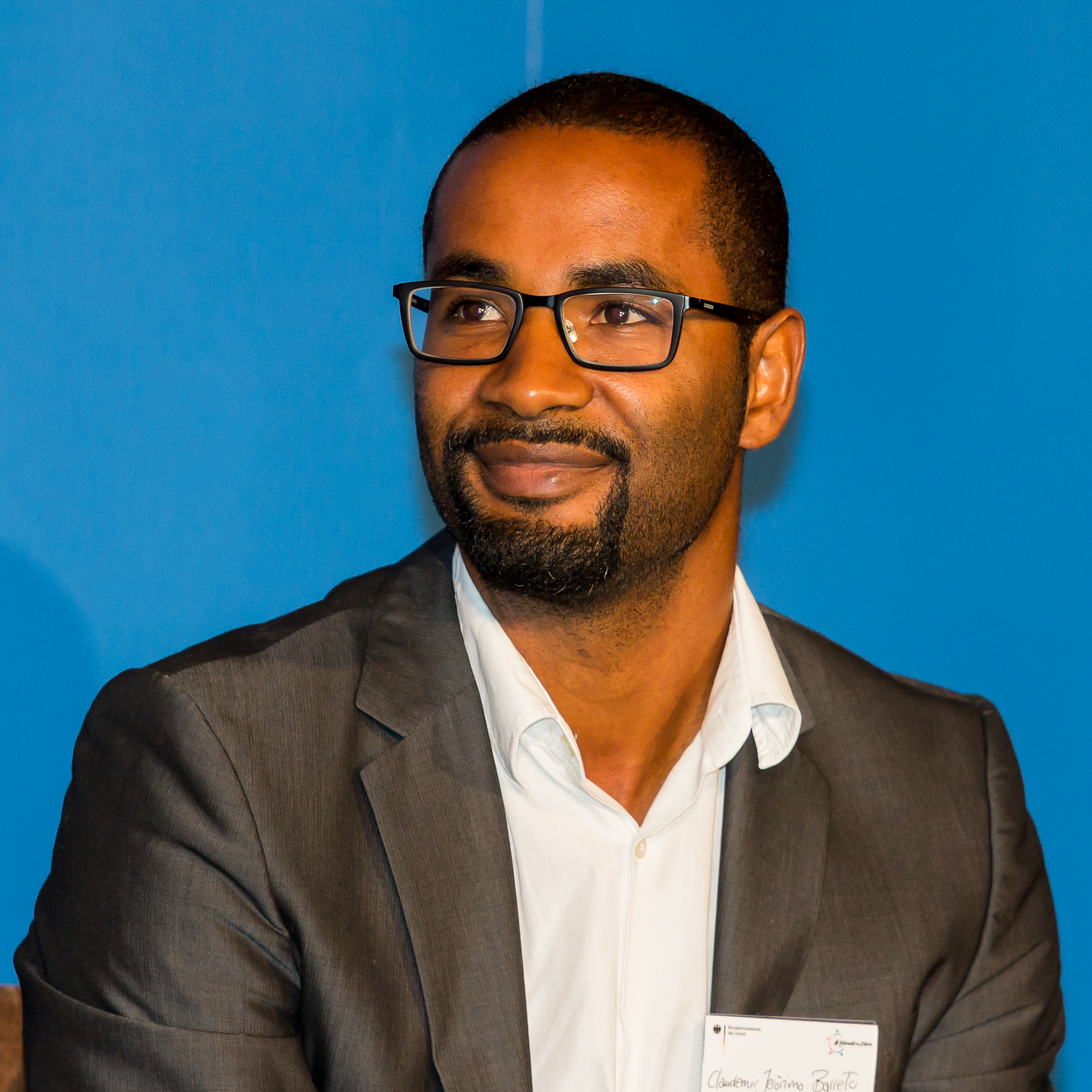
Cacau (* 1981)

- Cacavas, Chris (* 1961), US-amerikanischer Alternative-Sänger und Songwriter
- Cacavas, John (1930–2014), US-amerikanischer Komponist, Arrangeur und Dirigent
- Caccamo, Giovanni (* 1990), italienischer Popmusiker
- Caccamo, Marco (* 1971), italienischer Informatiker
- Caccavo, Rodolfo (1927–1958), argentinischer Radrennfahrer
- Cacchi, Paola (1945–2021), italienische Mittel- und Langstreckenläuferin
- Caccia Dominioni, Camillo (1877–1946), italienischer Geistlicher, Kurienkardinal der römisch-katholischen Kirche
- Caccia Dominioni, Luigi (1913–2016), italienischer Architekt, Designer und Stadtplaner
- Caccia Dominioni, Paolo (1896–1992), italienischer Offizier, Architekt und Schriftsteller
- Caccia, Antonio der Ältere (1806–1875), Schweizer Schriftsteller italienischer Sprache
- Caccia, Antonio der Jüngere (1829–1893), Schweizer Schriftsteller italienischer Sprache
- Caccia, Charles (1930–2008), kanadischer Politiker
- Caccia, Daniel (* 1986), kroatischer Jazzmusiker und Sänger
- Caccia, Diego (* 1981), italienischer Radrennfahrer
- Caccia, Federico (1635–1699), italienischer Geistlicher, Erzbischof von Mailand und Kardinal
- Caccia, Fulvio (* 1942), Schweizer Politiker (CVP)
- Caccia, Gabriele (* 1958), italienischer Geistlicher, römisch-katholischer Erzbischof und Diplomat des Heiligen Stuhls
- Caccia, Guglielmo (1568–1625), italienischer Maler
- Caccia, Harold, Baron Caccia (1905–1990), britischer Diplomat und Politiker
- Caccia, Nicola (* 1970), italienischer Fußballspieler und -trainer
- Caccia-Piatti, Giovanni (1751–1833), italienischer Kurienkardinal
- Caccialanza, Victor (1902–1975), schweizerisch-amerikanischer Filmtechniker
- Cacciapuoti, Tommaso (* 1971), italienisch-finnischer Schauspieler
- Cacciari, Massimo (* 1944), italienischer Philosoph, Politiker, MdEP und Bürgermeister von Venedig
- Cacciatore, Fabrizio (* 1986), italienischer Fußballspieler
- Cacciatore, Niccolò (1770–1841), italienischer Astronom
- Cacciatore, Osvaldo (1924–2007), argentinischer Militär, Bürgermeister von Buenos Aires
- Cacciatori, Benedetto (1794–1871), italienischer Bildhauer
- Cacciavillan, Agostino (1926–2022), italienischer Geistlicher und Kurienkardinal der römisch-katholischen Kirche
- Caccini, Francesca (1587–1640), italienische Opernsängerin (Sopran), Komponistin und InstrumentalistinFrancesca Caccini (1587–1640)

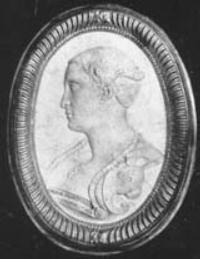
Francesca Caccini (1587–1640)

- Caccini, Giulio (* 1551), italienischer Komponist
- Cacciola, Enzo (* 1945), italienischer Maler
- Caccioppoli, Renato (1904–1959), italienischer Mathematiker
- Caceanov, Valeriu (* 1954), sowjetisch-moldawischer Zehnkämpfer
- Cáceda, Carlos (* 1991), peruanischer Fußballtorhüter
- Cacella, Estêvão (1585–1630), portugiesischer Jesuit und Missionar
- Cáceres González, Roberto Reinaldo (1921–2019), argentinischer Geistlicher, römisch-katholischer Bischof von Melo
- Cáceres Lara, Víctor (1915–1993), honduranischer Schriftsteller, Diplomat und Politiker
- Cáceres Vargas, Gloria (* 1947), peruanische Schriftstellerin, Übersetzerin und Literaturwissenschaftlerin
- Caceres, Abraham, niederländischer Komponist des Spätbarock
- Caceres, Adrian (* 1982), argentinisch-australischer Fußballspieler
- Cáceres, Andrés Avelino (1836–1923), peruanischer Nationalheld und Präsident
- Cáceres, Berta (1973–2016), honduranische Menschenrechts- und Umweltaktivistin
- Cáceres, Damián (* 2003), spanischer Fußballspieler
- Caceres, Emilio (1897–1980), US-amerikanischer Jazz- und Unterhaltungsmusiker (Geige, Arrangement)
- Cáceres, Enrique (* 1974), paraguayischer Fußballschiedsrichter
- Caceres, Ernie (1911–1971), US-amerikanischer Jazz-Saxophonist und Klarinettist
- Cáceres, Esther de (1903–1971), uruguayische Lyrikerin
- Cáceres, Eusebio (* 1991), spanischer Leichtathlet
- Cáceres, Fernando (* 1969), argentinischer Fußballnationalspieler
- Cáceres, Germán (* 1954), salvadorianischer Komponist, Dirigent und Musikpädagoge
- Cáceres, Juan (* 1984), uruguayischer Rennfahrer
- Cáceres, Julio César (* 1979), paraguayischer Fußballspieler
- Caceres, Kurt (* 1972), US-amerikanischer Schauspieler
- Cáceres, Lucio (* 1949), uruguayischer Politiker
- Cáceres, Luis Enrique (* 1988), paraguayischer Fußballnationalspieler
- Cáceres, Mario (* 1981), chilenischer Fußballspieler
- Cáceres, Martín (* 1987), uruguayischer FußballspielerMartín Cáceres (* 1987)

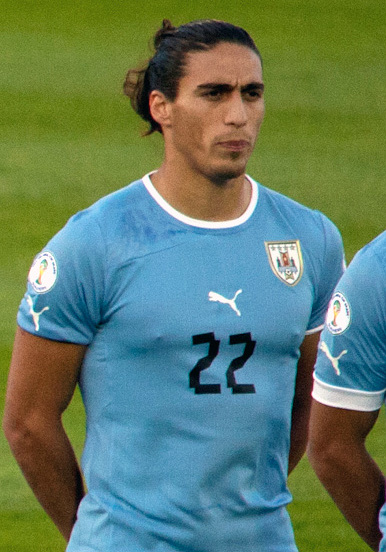
Martín Cáceres (* 1987)

- Cáceres, Norberto (* 1952), kolumbianischer Radrennfahrer
- Cáceres, Omar (1904–1943), chilenischer Lyriker
- Cáceres, Ovidio, uruguayischer Politiker
- Cáceres, Pablo (* 1985), uruguayischer Fußballspieler
- Cáceres, Ramón (1866–1911), Präsident der Dominikanischen Republik
- Cáceres, Roberto (* 1978), chilenischer Fußballspieler
- Cáceres, Sebastián (* 1999), uruguayischer Fußballspieler
- Cáceres, Víctor (* 1985), paraguayischer Fußballspieler
- Cáceres, Virginio (* 1962), paraguayischer Fußballspieler
- Cáceres, Walter (* 1975), argentinischer Fußballspieler
- Cach, Vojtěch (1914–1980), tschechischer Autor
- Cachanosky, Juan Carlos (1953–2015), argentinischer Ökonom und Hochschullehrer
- Cachay Mateos, Erasmo (* 1977), peruanischer Schriftsteller
- Cachay, Klaus (* 1946), deutscher Sportwissenschaftler und Hochschullehrer
- Cachazo, Freddy, venezolanischer Physiker
- Caché, Joseph (1770–1841), österreichischer Opernsänger (Tenor), Schauspieler und Schriftsteller
- Cacheda, Pablo (* 1992), spanischer Handballspieler
- Cachedenier, Daniel (1570–1612), französischer Romanist und Grammatiker
- Cacheira Ferreira, Manuel, uruguayischer Politiker
- Cachemire, Jacques (* 1947), französischer Basketballspieler und -trainer
- Cacherano di Bricherasio, Giovanni Battista (1706–1782), piemontesischer General
- Cachia Zammit, Alexander (1924–2014), maltesischer Politiker
- Cachia, Therese Comodini (* 1973), maltesische Politikerin, MdEP
- Cachin, Françoise (1936–2011), französische Kunsthistorikerin
- Cachin, Marcel (1869–1958), französischer Politiker, Mitglied der Nationalversammlung, Direktor der Zeitung L’Humanité
- Cachín, Pedro (* 1995), argentinischer Tennisspieler
- Cacho, Fermín (* 1969), spanischer Mittelstreckenläufer
- Cacho, Juan Carlos (* 1982), mexikanischer Fußballspieler
- Cacho, Lydia (* 1963), mexikanische Journalistin und Menschenrechtsaktivistin
- Cacho, Mario (* 1962), mexikanischer Fußballspieler
- Cachon, Mermet de (1828–1889), französischer katholischer Priester in Japan
- Cachoud, François (1866–1943), französischer Landschaftsmaler nächtlicher Stimmungsbilder
- Cachová, Kateřina (* 1990), tschechische Siebenkämpferin
- Cachová, Marie (1853–1879), tschechische Opernsängerin (Alt)
- Caci, Anthony (* 1997), französischer Fußballspieler
- Caci, Salvatore (1976–2017), italienischer Schauspieler und Schauspielagent
- Cacia, Daniele (* 1983), italienischer Fußballspieler
- Čačić, Ante (* 1953), kroatischer Fußballtrainer
- Čačić, Frane (* 1980), kroatischer Fußballspieler
- Čačić, Nikola (* 1990), serbischer Tennisspieler
- Ćaćić, Nikolina (* 2001), kroatische Boxerin
- Čačić, Radimir (* 1949), kroatischer Politiker
- Cacic, Sandra (* 1974), US-amerikanische Tennisspielerin
- Ćaćić, Vojin (* 1990), montenegrinischer Volleyballspieler
- Cäcilia Renata von Österreich (1611–1644), Königin von Polen
- Cäcilia von Rom, römische Märtyrerin, Heilige und Patronin der MusikCäcilia von Rom

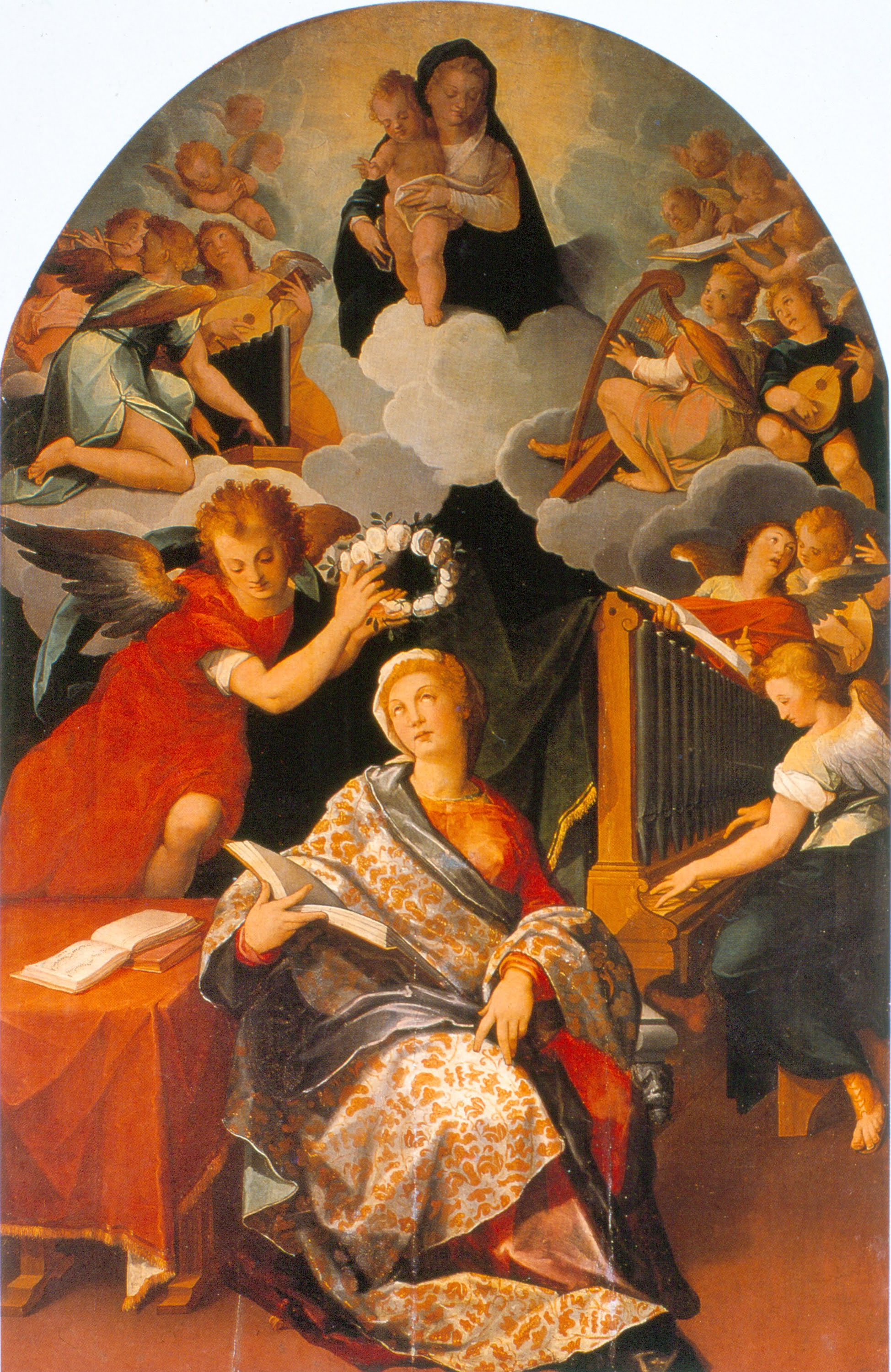
Cäcilia von Rom

- Cäcilie von Baden (1839–1891), Prinzessin von Baden, Großfürstin von Russland
- Cäcilie von Brandenburg (1405–1449), Herzogin von Braunschweig-Lüneburg, Fürstin von Lüneburg, von Braunschweig-Wolfenbüttel und von Calenberg
- Cäcilie von Sangerhausen, Stammmutter der Ludowinger
- Cäcilie von Schweden (1807–1844), Prinzessin von Schweden
- Cäcilie Wasa (1540–1627), Prinzessin von Schweden, Markgräfin von Baden
- Cacina, Daniel (* 2001), rumänischer Skispringer
- Cacintura, Egas (* 1997), angolanischer Fußballspieler
- Cacioni, Franco (1933–1995), venezolanischer Radrennfahrer
- Cacioppo, Curt (* 1951), US-amerikanischer Komponist und Pianist
- Cacioppo, John T. (1951–2018), US-amerikanischer Sozial- und Neuropsychologe und Hochschullehrer
- Cackowski, Craig (* 1969), US-amerikanischer Schauspieler, Komiker und Improvisationsdarsteller
- Cackowski, Liz (* 1977), US-amerikanische Schauspielerin
- Cacovean, Andreea (* 1978), rumänische Kunstturnerin
- Cacoyannis, Michael (1922–2011), griechisch-zyprischer Filmregisseur, Drehbuchautor und Produzent
- Cactus, Françoise (1964–2021), deutsch-französische Autorin, Musikerin und Zeichnerin
- Cacua Prada, Antonio (* 1932), kolumbianischer Journalist, Diplomat und Historiker
- Cacuango, Dolores (1881–1971), ecuadorianische Aktivistin
- Cacucci, Francesco (* 1943), italienischer Geistlicher, emeritierter römisch-katholischer Erzbischof von Bari-Bitonto
- Cacucci, Pino (* 1955), italienischer Autor
- Cacuci, Dan (* 1948), rumänisch-amerikanischer Ingenieur
- Cacutalua, Malcolm (* 1994), deutscher Fußballspieler

### Cad
- Cada, Joe (* 1987), US-amerikanischer Pokerspieler
- Čada, Rostislav (* 1954), tschechischer Eishockeyspieler und -trainer
- Cadalbert, Tarcisi (1943–2003), Schweizer Künstler
- Cadaloc († 803), Grenzgraf im bairischen Ostland
- Cadalora, Luca (* 1963), italienischer MotorradrennfahrerLuca Cadalora (* 1963)

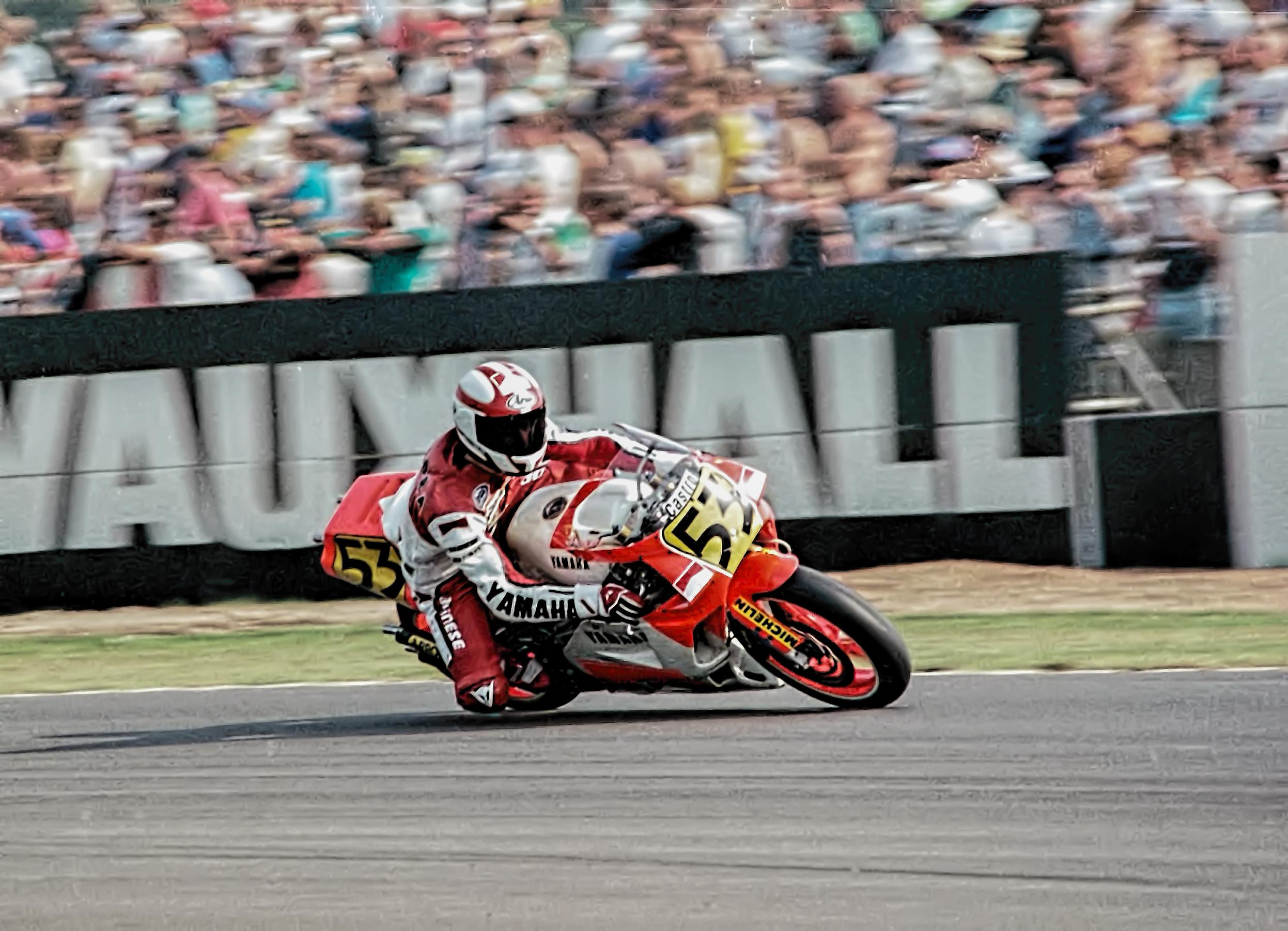
Luca Cadalora (* 1963)

- Cadalso, José (1741–1782), spanischer Schriftsteller
- Cadamarteri, Danny (* 1979), englischer Fußballspieler
- Cadamosto, Alvise († 1483), italienischer Seefahrer und Entdecker
- Cadamuro, Liassine (* 1988), französisch-algerischer Fußballspieler
- Cadamuro, Simone (* 1976), italienischer Radrennfahrer
- Cadanțu-Ignatik, Alexandra (* 1990), rumänische Tennisspielerin
- Cadar, Elena-Teodora (* 1994), rumänische Tennisspielerin
- Cadâr, Selma Ștefania (* 2000), rumänische Tennisspielerin
- Cadard, Jean (1374–1449), französischer Hofarzt, Hofmeister und königlicher Berater, Herr von Oppède und Thor
- Cadarso, Gustavo, uruguayischer Sportschütze
- Cadart, Marinus, Fontänenmeister
- Cadau, Johann (1871–1912), bayerischer Bahnbeamter, Politiker, Parlamentarier der Zentrumspartei
- Cadavid Marín, Fidel León (* 1951), kolumbianischer Bischof von Sonsón-Rionegro
- Cadbury, Elizabeth (1858–1951), britische Philanthropin
- Cadbury, Geraldine (1864–1941), englisch-britische Quäkerin, Sozial- und Strafrechtsreformerin und Philanthropin
- Cadbury, John (1801–1889), britischer Unternehmer, Gründer der Cadbury Limited
- Cadby, Corey (* 1995), australischer Dartspieler
- Cadden, Chris (* 1996), schottischer Fußballspieler
- Cadden, Lauren (* 2000), irische Sprinterin
- Caddeo, Manuele (* 1986), italienischer Straßenradrennfahrer
- Caddis, Paul (* 1988), schottischer Fußballspieler
- Caddy, Joseph (* 1960), australischer Geistlicher, römisch-katholischer Bischof von Cairns
- Cade, Jack († 1450), englischer Bauernführer
- Cade, John (1912–1980), australischer Psychiater
- Cade, Lance (1981–2010), US-amerikanischer WrestlerLance Cade (1981–2010)

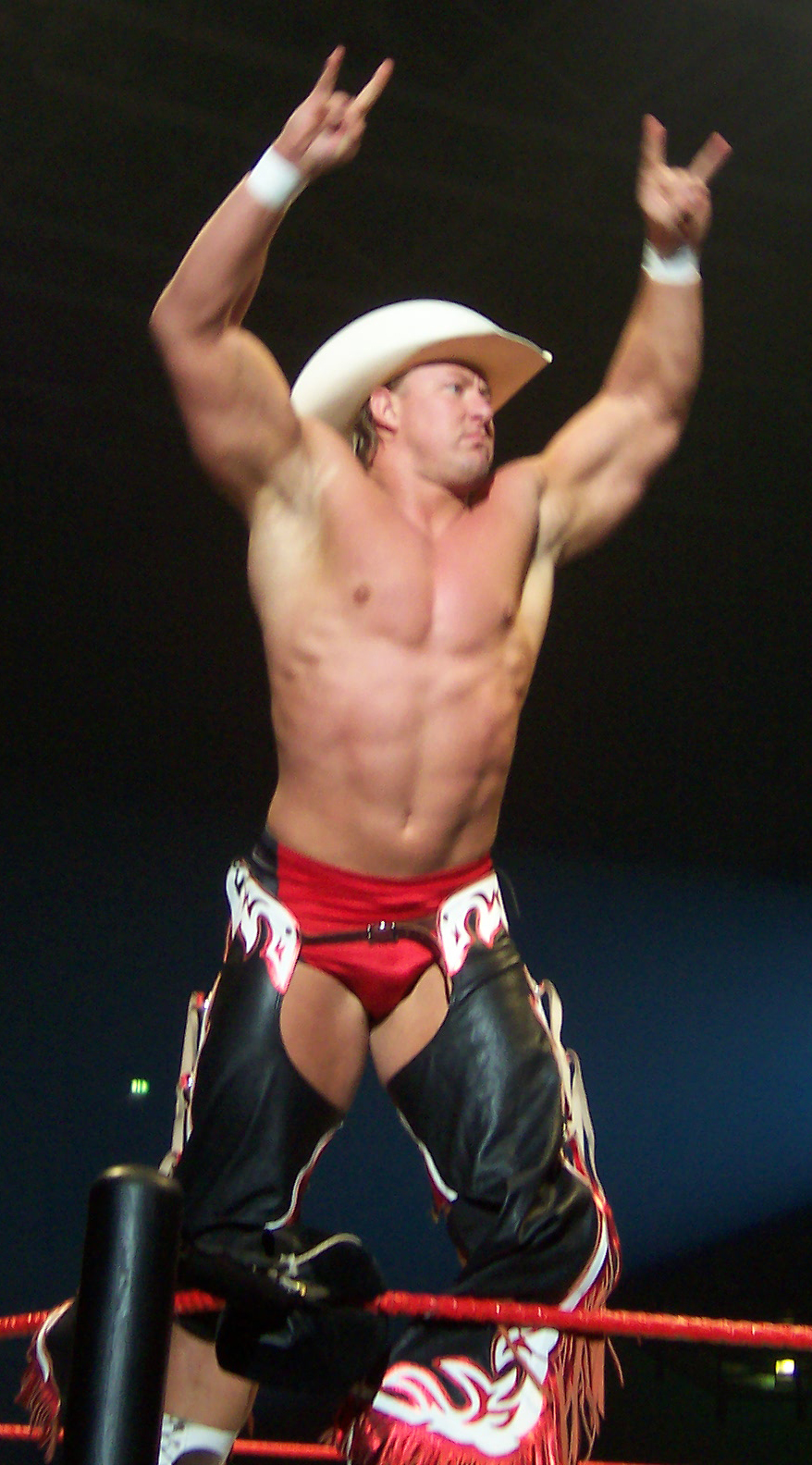
Lance Cade (1981–2010)

- Cade, Robert (1927–2007), US-amerikanischer Physiologe
- Cadeau, Elliot (* 2004), schwedisch-US-amerikanischer Basketballspieler
- Cadec, Alain (* 1953), französischer Politiker (UMP), MdEP
- Čadek, Jiří (1935–2021), tschechischer Fußballspieler
- Cadell ap Brochfael († 808), König von Powys (Wales)
- Cadell ap Gruffydd († 1175), Fürst von Deheubarth in Südwales
- Cadell ap Rhodri († 909), König von Seisyllwg (Wales)
- Cadell, Francis (1883–1937), britischer Maler
- Cadell, Grace (1855–1918), schottisch-britische Ärztin und Suffragette
- Cadell, Henry Moubray (1860–1936), schottischer Geologe
- Cadell, Jean (1884–1967), britische Schauspielerin
- Cadell, Simon (1950–1996), britischer Schauspieler in Film und Fernsehen
- Cadelo, Claudia (* 1983), kubanische politische Bloggerin
- Cadelo, Silvio (* 1948), italienischer Comiczeichner
- Cademartori, Isabel (* 1988), deutsche Politikerin (SPD)
- Cademártori, José (1930–2024), chilenischer Wirtschafts- und Politikwissenschaftler und Politiker
- Caden, Gert (1891–1990), deutscher Künstler, Agent der KPD, SED-Abgeordneter der Volkskammer und Agent (KGB/MfS)
- Cadena y Eleta, José (1855–1918), spanischer Erzbischof, Rechtsanwalt und Senator
- Cadena, Dez (* 1961), US-amerikanischer Musiker
- Cadena, Mabel (* 1990), mexikanische SchauspielerinMabel Cadena (* 1990)

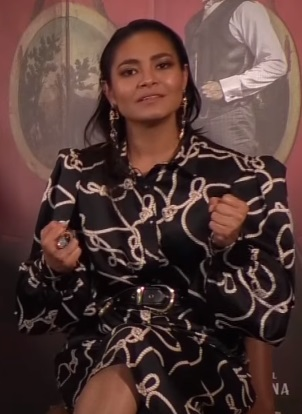
Mabel Cadena (* 1990)

- Cadena, Ozzie (1924–2008), US-amerikanischer Jazz-Produzent
- Cadena, Ricardo (* 1969), mexikanischer Fußballspieler
- Cadenas Cardo, Miguel Ángel (* 1965), spanischer römisch-katholischer Ordensgeistlicher, Apostolischer Vikar von Iquitos
- Cadenas Montañés, Manuel (* 1955), spanischer Handballtrainer
- Cadenas, Rafael (* 1930), venezolanischer Lyriker und Essayist
- Cadenat, Bernard (1853–1930), französischer Politiker, Mitglied der Nationalversammlung und Bürgermeister
- Cadenbach, Bettina (* 1960), deutsche Diplomatin
- Cadenbach, Hubert Josef (1800–1867), deutscher Oberbürgermeister von Koblenz
- Cadenbach, Hugo (1874–1943), deutscher Landgerichtsrat und Unternehmer
- Cadenbach, Hugo (1916–2000), deutscher Privatbankier
- Cadenbach, Joachim (1925–1992), deutscher Schauspieler, Autor, Regisseur, Moderator und Synchronsprecher
- Cadenbach, Rainer (1944–2008), deutscher Musikwissenschaftler und Hochschullehrer
- Cadenet, Alain de (1945–2022), britischer Automobilrennfahrer, Rennstallbesitzer und Unternehmer
- Cadenet, Amanda de (* 1972), britische SchauspielerinAmanda de Cadenet (* 1972)

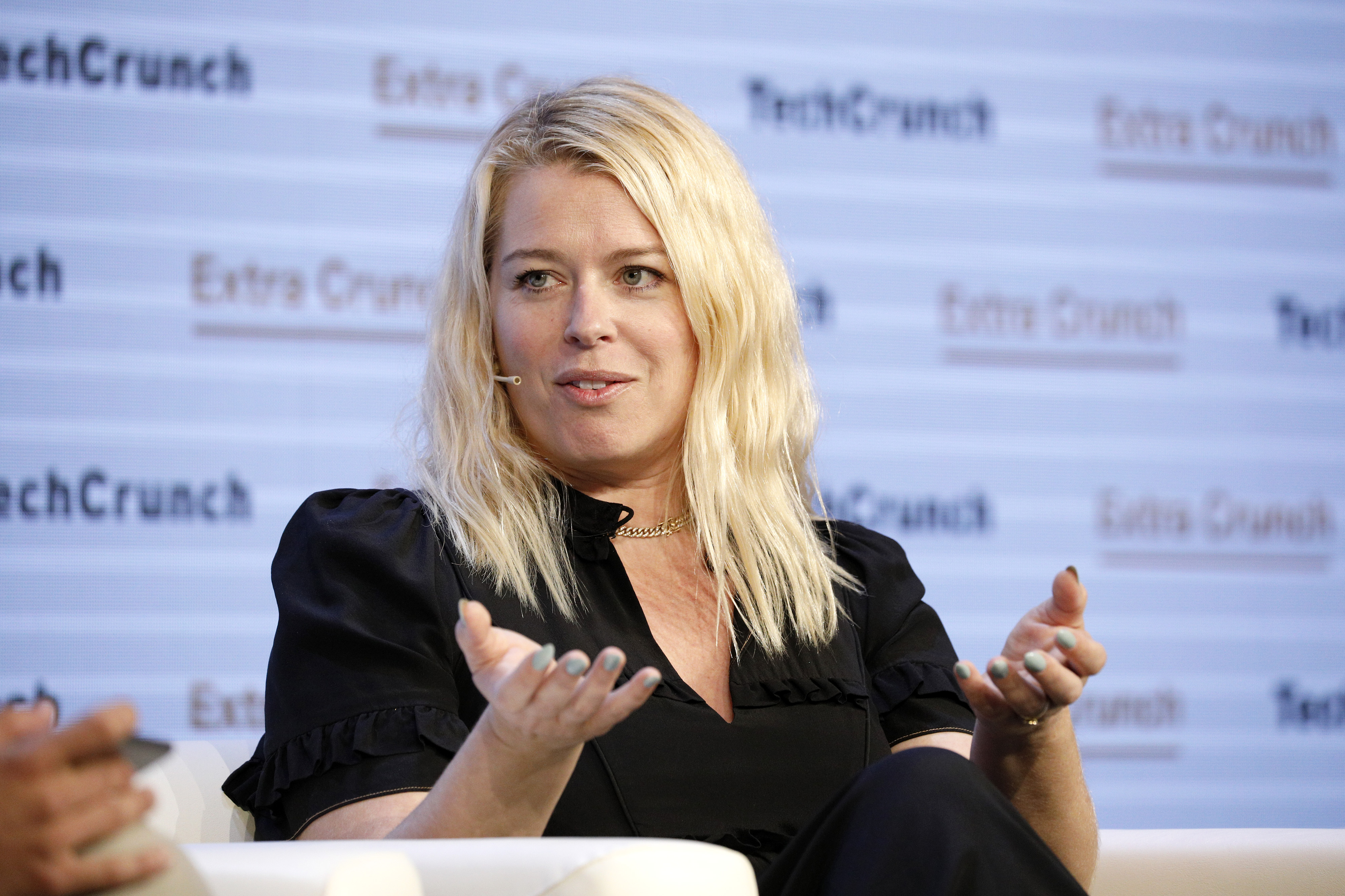
Amanda de Cadenet (* 1972)

- Cadeo, Fanny (* 1970), italienisches Fotomodell und Schauspielerin
- Cades, Giuseppe (1750–1799), italienischer Maler und Grafiker
- Cades, Joseph (1855–1943), deutscher Architekt
- Cadet de Gassicourt, Louis Claude (1731–1799), französischer Apotheker und Chemiker
- Cadet de Vaux, Antoine (1743–1828), französischer Apotheker, Chemiker und Agrarwissenschaftler
- Cadet, Aglaé († 1801), französische Miniatur- und Emaillemalerin
- Cadet, Thérésien (1937–1987), französischer Botaniker
- Cadet, Victor (1878–1911), französischer Schwimmer und Wasserballspieler
- Cadete, Jorge (* 1968), portugiesischer Fußballspieler
- Čadež, Špela (* 1977), slowenische Regisseurin und Filmproduzentin von Animationsfilmen
- Cadfan, Heiliger
- Cadi, Nicolas (1861–1941), syrischer Erzbischof
- Čadia, Anna (1903–2001), österreichische Widerstandskämpferin gegen den Nationalsozialismus
- Cadiach, Òscar (* 1952), katalanischer Bergsteiger
- Cadic, Valentine, französische Schauspielerin und Filmemacherin
- Cadícamo, Enrique (1900–1999), argentinischer Komponist und Schriftsteller
- Cadieli, Gion (1876–1952), Schweizer katholischer Pfarrer, Autor und rätoromanischer Dichter
- Cadier, Axel (1906–1974), schwedischer Ringer
- Cadière, Marie-Catherine (* 1709), Romanfigur
- Cadieux, Ahren (* 1975), kanadischer Beachvolleyballspieler
- Cadieux, Geneviève (* 1955), kanadische Fotografin
- Cadieux, Jan (* 1980), kanadisch-schweizerischer Eishockeyspieler und -trainer
- Cadieux, Léo (1908–2005), kanadischer Politiker und Botschafter
- Cadieux, Pierre (* 1948), kanadischer Politiker, Unterhausmitglied und Bundesminister
- Cadieux, Vincent (* 1940), kanadischer Ordensgeistlicher, Bischof von Moosonee und Hearst
- Cadigan, Pat (* 1953), US-amerikanische Science-Fiction-Autorin
- Cadilhe, Gonçalo (* 1968), portugiesischer Reiseschriftsteller
- Cadilhe, Miguel (* 1944), portugiesischer Ökonom und Politiker
- Cadilhe, Miguel (* 1973), portugiesischer Filmregisseur und -produzent
- Cadilla, Avelino (1918–1974), uruguayischer Fußballspieler
- Cadillac, Rita (1936–1995), französische Schauspielerin, Sängerin und Tänzerin
- Cadine, Ernest (1893–1978), französischer Gewichtheber
- Cadinot, Jean-Daniel (1944–2008), französischer Filmregisseur und -produzent
- Cadioli, Alberto (* 1952), italienischer Philologe
- Cadiot, Olivier (* 1956), französischer Schriftsteller und Dramaturg
- Cadiou, Jacques (* 1943), französischer Radrennfahrer
- Cadiou, Youen (* 1975), französischer Jazz- und klassischer Musiker
- Cadius Rufus, Gaius, römischer Statthalter
- Cadiz Gordoncillo, Onesimo (1935–2013), philippinischer Geistlicher, römisch-katholischer Erzbischof
- Cadle, Kevin (1955–2017), US-amerikanischer Basketballtrainer und Sportreporter
- Cadman, Charles Wakefield (1881–1946), US-amerikanischer Komponist
- Cadman, John, 1. Baron Cadman (1877–1941), britischer Ingenieur und Manager
- Cadman, Stacey (* 1979), britische Schauspielerin
- Cadmus, Cornelius A. (1844–1902), US-amerikanischer Politiker
- Cadmus, John (* 1985), deutsch-russischer Basketballspieler
- Cadmus, Paul (1904–1999), US-amerikanischer Maler
- Čado, Ján (* 1963), slowakischer Leichtathlet
- Cadoca, Carlos Eduardo (1940–2020), brasilianischer Politiker
- Cadogan, Alexander (1884–1968), britischer Diplomat und Verwaltungsbeamter
- Cadogan, Bernard (* 1961), neuseeländischer Dichter, Philosoph, Kulturwissenschaftler und außenpolitischer Experte
- Cadogan, Charles, 8. Earl Cadogan (1937–2023), britischer Unternehmer, Großgrundbesitzer und Philanthrop
- Cadogan, George, 5. Earl Cadogan (1840–1915), britischer Politiker der Conservative Party
- Cadogan, John I. G. (1930–2020), britischer Chemiker
- Cadogan, Shane (* 2001), vincentischer Schwimmer
- Cadogan, Susan (* 1951), jamaikanische Reggae-Sängerin
- Cadogan, William (1711–1797), englischer Arzt
- Cadolini, Antonio Maria (1771–1851), italienischer Geistlicher, Kardinal der römisch-katholischen Kirche
- Cadolini, Ignazio Giovanni (1794–1850), italienischer katholischer Geistlicher, Erzbischof und Kardinal
- Cadolle, Marcel (1878–1956), französischer Radsportler
- Cadolt, Graf, fränkischer Grundherr
- Cadonau, Anton (1850–1929), Schweizer Kaufmann
- Cadonau, Claudio (* 1988), Schweizer Eishockeyspieler und -funktionär
- Cadonau, Gianna Olinda (* 1983), Schweizer Lyrikerin und Kulturmanagerin
- Cadonau, Riet (* 1961), Schweizer Manager
- Cador, Grégoire (* 1961), französischer Geistlicher, römisch-katholischer Bischof von Coutances
- Cador, Rida (* 1981), ungarischer Radrennfahrer
- Cadora, Georg (1939–2011), deutscher Maler, Grafiker, Collagist und Bildhauer
- Cadoré, Bruno (* 1954), französischer Geistlicher, Ordensmeister der Dominikaner
- Cadorna, Luigi (1850–1928), italienischer GeneralstabschefLuigi Cadorna (1850–1928)

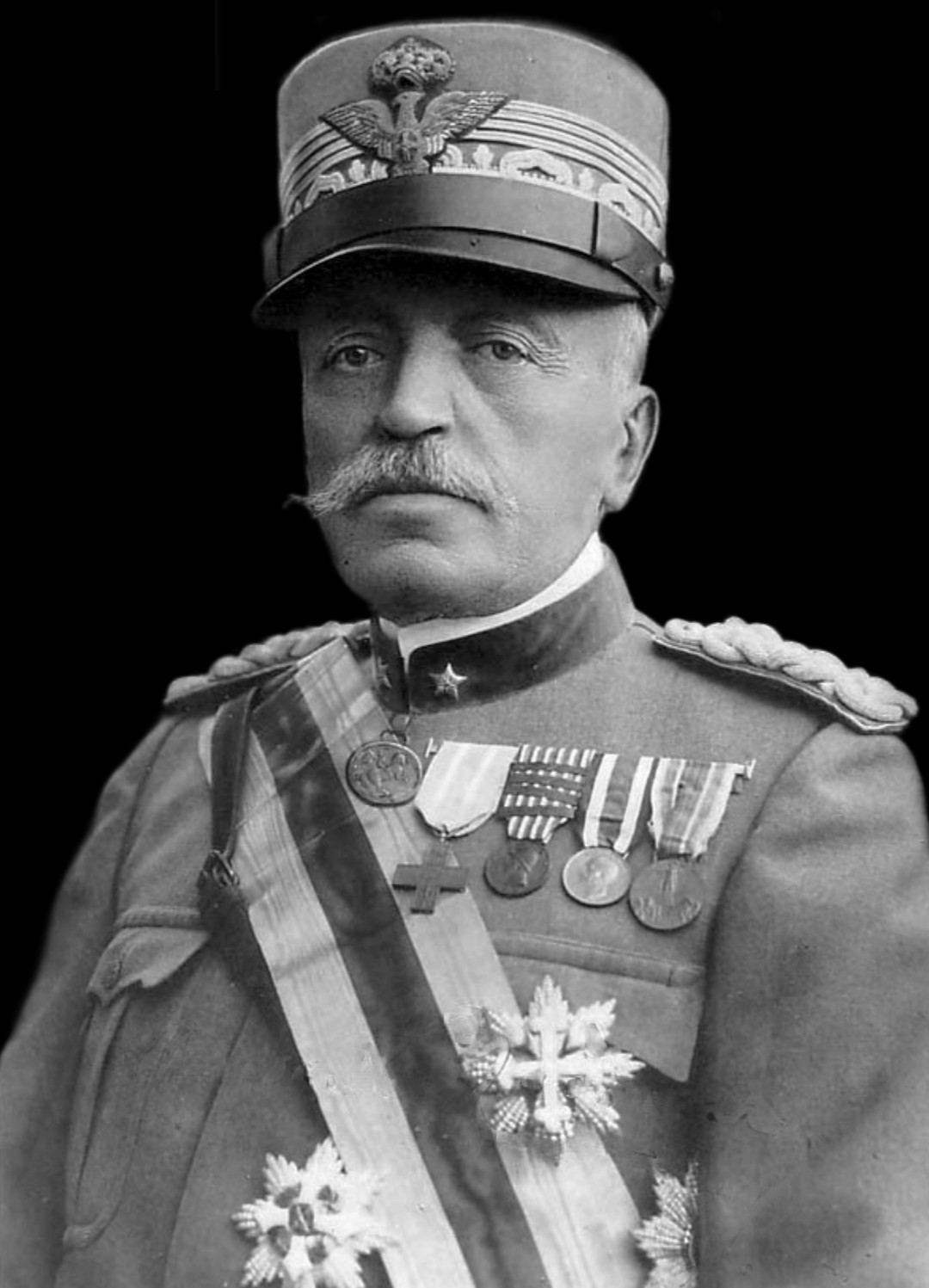
Luigi Cadorna (1850–1928)

- Cadorna, Raffaele der Ältere (1815–1897), italienischer General
- Cadorna, Raffaele der Jüngere (1889–1973), italienischer General
- Cadornega, António de Oliveira de (1623–1690), portugiesischer Militär und Historiker in Angola
- Cadot, Jérémy (* 1986), französischer Florettfechter
- Cadotsch, Lucia (* 1984), Schweizer Sängerin
- Cadotsch, Silvio (* 1985), Schweizer Jazz- und Improvisationsmusiker (Posaune)
- Cadou, René-Guy (1920–1951), französischer Dichter
- Cadoudal, Georges (1771–1804), französischer General und Chef der Chouans im französischen RevolutionskriegGeorges Cadoudal (1771–1804)

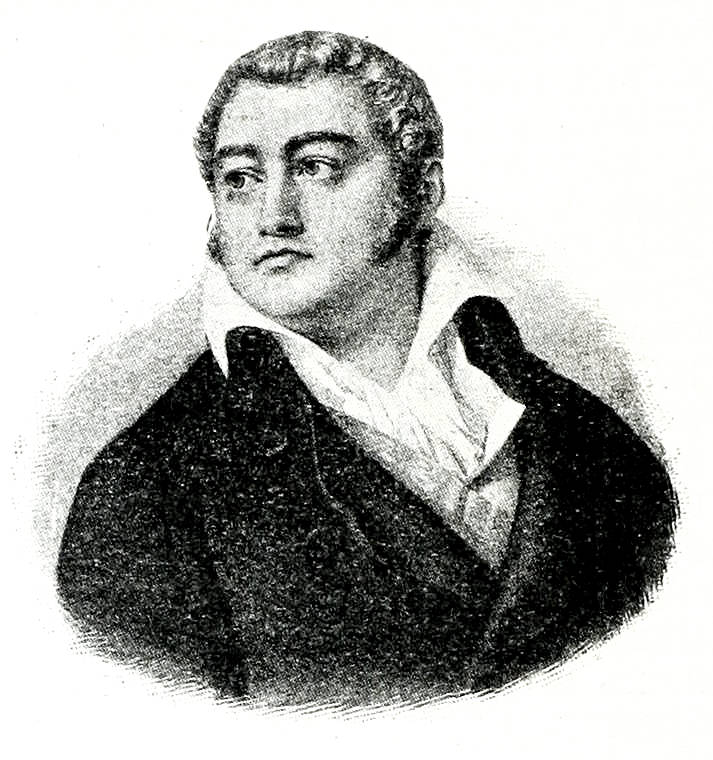
Georges Cadoudal (1771–1804)

- Cadoux, Théophile Albert (1903–1982), französischer römisch-katholischer Ordensgeistlicher und Bischof von Kaolack
- Cadovius, Matthias (1621–1679), lutherischer Theologe und oldenburgischer Hofprediger
- Cadovius-Müller, Johannes (1650–1725), deutscher Theologe und Philologe
- Cadow, Axel, deutscher Basketballfunktionär
- Cadranel, Inga (* 1978), kanadische Schauspielerin
- Cadre, Adam (* 1974), US-amerikanischer Schriftsteller
- Cadron, Charles (1889–1944), belgischer Radrennfahrer
- Cadruvi, Donat (1923–1998), Schweizer Politiker (CVP), Schriftsteller und Jurist
- Cadsky, Klaus Peter (1937–2011), deutsch-schweizerischer Karikaturist
- Cadueri, Renato, italienischer Tontechniker und Regisseur
- Caduff, Claudio (* 1956), Schweizer Pädagoge und Hochschullehrer
- Caduff, Corina (* 1965), Schweizer Literaturwissenschaftlerin und Hochschullehrerin
- Caduff, Fabio (* 1985), Schweizer Snowboarder
- Caduff, Flurin (* 1979), Schweizer Opernsänger
- Caduff, Gelgia, Schweizer Sängerin aus dem Kanton Solothurn
- Caduff, Giacun (* 1979), Schweizer Regisseur und Produzent
- Caduff, Henrik (* 1967), liechtensteinischer Politiker
- Caduff, Lucas (* 1960), Schweizer Berufsoffizier (Divisionär)
- Caduff, Marcus (* 1973), Schweizer Politiker
- Caduff, Martin (* 1988), Schweizer Kulturmanager und Countertenor
- Caduff, Mattias (* 1962), Schweizer Filmschaffender
- Caduff, Sylvia (* 1937), Schweizer Dirigentin
- Cadurisch, Irene (* 1991), Schweizer Biathletin
- Cadusch, Sieglinde (* 1967), Schweizer Leichtathletin
- Cadwalader, George (1806–1879), amerikanischer General im Mexikanisch-Amerikanischen Krieg sowie der Nordstaaten im Amerikanischen Bürgerkrieg
- Cadwalader, John (1805–1879), US-amerikanischer Jurist und Politiker
- Cadwalader, Lambert (1742–1823), US-amerikanischer Politiker
- Cadwaladr ap Gruffydd († 1172), Fürst von Gwynedd in Nordwales
- Cadwallader, Douglass (1884–1971), US-amerikanischer Golfer
- Cadwallon ap Cadfan († 634), König von Gwynedd
- Cadwell, Ron, Geschäftsmann
- Cadwgan († 1241), walisischer Ordensgeistlicher, Bischof von Bangor
- Cadwgan ap Bleddyn († 1111), Fürst von Powys und Ceredigion (Wales)
- Cady, Calvin Brainerd (1851–1928), US-amerikanischer Musikpädagoge
- Cady, Carol (* 1962), US-amerikanische Leichtathletin
- Cady, Claude E. (1878–1953), US-amerikanischer Politiker
- Cady, Daniel (1773–1859), US-amerikanischer Jurist und Politiker
- Cady, Ernest (1842–1908), US-amerikanischer Politiker
- Cady, Frank (1915–2012), US-amerikanischer Schauspieler
- Cady, George Hamilton (1906–1993), US-amerikanischer Chemiker
- Cady, Jack (1932–2004), US-amerikanischer Autor
- Cady, Jean-Christian (* 1943), französischer Beamter und UN-Mitarbeiter
- Cady, Jerome (1903–1948), US-amerikanischer Drehbuchautor
- Cady, John W. (1790–1854), US-amerikanischer Jurist und Politiker
- Cady, Walter Guyton (1874–1974), US-amerikanischer Physiker und Elektroingenieur
- Cadzow, Kim (* 2001), neuseeländische Radrennfahrerin

### Cae
- Caec[…], Sextus, antiker römischer Toreut oder Händler
- Caecilia Attica, Tochter des römischen Ritters Titus Pomponius Atticus
- Caecilia Metella, Gattin des Gaius Servilius Vatia
- Caecilia Metella, Mutter des Lucullus (Konsul von 74 v. Chr.)
- Caecilia Metella († 81 v. Chr.), Gattin Sullas
- Caecilia Metella, Gattin des Appius Claudius Pulcher (Konsul 79 v. Chr.), Mutter des Volkstribunen Publius Clodius Pulcher
- Caecilia Metella, Gattin des Publius Cornelius Lentulus Spinther
- Caecilia Metella, Gattin des Konsuls Publius Cornelius Scipio Nasica Serapio (111 v. Chr.)
- Caecilia Paulina, Gattin des Kaisers Maximinus Thrax
- Caecilia Trebulla, Dichterin der römischen Kaiserzeit
- Caecilius Africanus, Sextus, römischer Jurist
- Caecilius Avitus, römischer Soldat
- Caecilius Avitus, Quintus, römischer Suffektkonsul (164)
- Caecilius Bassus, Quintus, römischer Ritter, Gegner Gaius Iulius Caesars
- Caecilius Celsus, Publius, antiker römischer Toreut
- Caecilius Cornutus, Gaius, römischer Statthalter
- Caecilius Cornutus, Marcus, römischer Politiker, Anhänger Sullas
- Caecilius Cornutus, Marcus († 43 v. Chr.), römischer Stadtprätor 43 v. Chr.
- Caecilius Dentilianus, Quintus, römischer Suffektkonsul (167)
- Caecilius Donatianus, Marcus, römischer Offizier (Kaiserzeit)
- Caecilius Epirota, Quintus, lateinischer Grammatiker
- Caecilius Faustinus, Aulus, römischer Konsul 99
- Caecilius Iucundus, Lucius, Bankier und Steuerpächter im antiken Pompeji
- Caecilius Lucanus, römischer Offizier (Kaiserzeit)
- Caecilius Maior, römischer Offizier (Kaiserzeit)
- Caecilius Marcellus Dentilianus, Quintus, römischer Senator (Kaiserzeit)
- Caecilius Metellus Balearicus, Quintus, römischer Politiker, Konsul 123 v. Chr.
- Caecilius Metellus Calvus, Lucius, römischer Konsul
- Caecilius Metellus Caprarius, Gaius, römischer Politiker, Konsul 113 v. Chr.
- Caecilius Metellus Celer, Quintus († 59 v. Chr.), römischer Konsul 60 v. Chr.
- Caecilius Metellus Creticus Silanus, Quintus, römischer Konsul 7 n. Chr.
- Caecilius Metellus Creticus, Quintus, römischer Konsul 69 v. Chr.
- Caecilius Metellus Delmaticus, Lucius († 103 v. Chr.), römischer Konsul 119 v. Chr.
- Caecilius Metellus Denter, Lucius, römischer Konsul
- Caecilius Metellus Diadematus, Lucius, römischer Politiker, Konsul 117 v. Chr.
- Caecilius Metellus Macedonicus, Quintus († 115 v. Chr.), römischer Politiker und Feldherr, Konsul 143 v. Chr.
- Caecilius Metellus Nepos, Quintus, römischer Konsul 57 v. Chr.
- Caecilius Metellus Nepos, Quintus († 55 v. Chr.), römischer Konsul 98 v. Chr.
- Caecilius Metellus Numidicus, Quintus, römischer Konsul 109 v. Chr.
- Caecilius Metellus Pius Scipio, Quintus († 46 v. Chr.), römischer Konsul 52 v. Chr.Quintus Caecilius Metellus Pius Scipio († 46 v. Chr.)

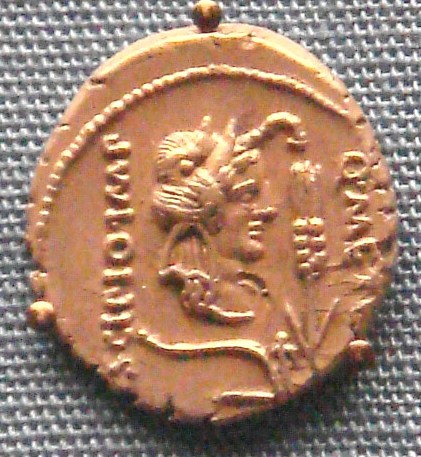
Quintus Caecilius Metellus Pius Scipio († 46 v. Chr.)

- Caecilius Metellus Pius, Quintus, römischer Konsul 80 v. Chr.
- Caecilius Metellus, Lucius († 221 v. Chr.), römischer Konsul (251 v. Chr., 247 v. Chr.) und Pontifex Maximus
- Caecilius Metellus, Lucius († 68 v. Chr.), römischer Konsul
- Caecilius Metellus, Marcus, römischer Politiker, Konsul 115 v. Chr.
- Caecilius Metellus, Quintus, römischer Konsul 206 v. Chr.
- Caecilius Optatus, Lucius, römischer Offizier (Kaiserzeit)
- Caecilius Pudens, Quintus, römischer Statthalter (Kaiserzeit)
- Caecilius Redditus, Quintus, römischer Offizier (Kaiserzeit)
- Caecilius Senecio, Sextus, römischer Offizier (Kaiserzeit)
- Caecilius September, Marcus, Angehöriger des römischen Ritterstandes
- Caecilius Simplex, Gnaeus († 69), römischer Suffektkonsul 69
- Caecilius Statius († 168 v. Chr.), römischer Komödiendichter
- Caecilius Strabo, Gaius († 117), römischer Suffektkonsul (105)
- Caecilius Vegetus, Lucius, römischer Offizier (Kaiserzeit)
- Caecilius von Illiberis, Bischof der frühen Kirche in Spanien
- Caecilius, Quintus († 58 v. Chr.), römischer Ritter
- Caecina Alienus, Aulus, römischer Suffektkonsul und Militär
- Caecina Decius Maximus Basilius, römischer Politiker und Konsul (480)
- Caecina Largus, Gaius, römischer Konsul 42
- Caecina Mavortius Basilius Decius, römischer Politiker und Konsul (486)
- Caecina Paetus, Aulus († 42), römischer Suffektkonsul 70
- Caecina Severus, Aulus, römischer Politiker und Militär
- Caecina Tacitus, Aulus, römischer Senator und Konsul
- Caecina, Aulus, römischer Autor und Redner
- Caecius Severus, römischer Offizier (Kaiserzeit)
- Caedicius Iucundus, Marcus, antiker römischer Goldschmied
- Caedicius Noctua, Quintus, römischer Konsul 289 v. Chr. und Zensor 283 v. Chr.
- Caedicius Severus, römischer Offizier (Kaiserzeit)
- Caedicius, Lucius, römischer Offizier
- Caedicius, Quintus († 256 v. Chr.), römischer Konsul 256 v. Chr.
- Cædmon, englischer Dichter
- Caedwalla († 689), König von Wessex
- Caeiro, Celeste (1933–2024), portugiesische Kellnerin, Friedensaktivistin und Zeitzeugin
- Caeiro, Domingos dos Santos, osttimoresischer Politiker
- Caeiro, Teresa (1969–2025), portugiesische Juristin und Politikerin (CDS-PP)
- Caelestius, christlicher Theologe
- Caelestius von Metz, Bischof von Metz; Heiliger
- Caelia Macrina, römische Frau
- Caelius Aconius Probianus, spätantiker weströmischer Politiker und Konsul (471)
- Caelius Aurelianus, spätantiker numidischer Arzt und Verfasser medizinischer Schriften
- Caelius Calvinus, römischer Statthalter
- Caelius Faustinus, Marcus, römischer Konsul 206
- Caelius Flavius Proculus, Marcus, römischer Offizier (Kaiserzeit)
- Caelius Honoratus, Quintus, römischer Suffektkonsul (105)
- Caelius Martialis, Gaius, römischer Offizier (Kaiserzeit)
- Caelius Rufus, Marcus († 48 v. Chr.), Politiker in der späten römischen Republik
- Caelius Saturninus, Gaius, römischer Jurist
- Caelius Secundus, Gaius, römischer Suffektkonsul (157)
- Caelius, Carl (1908–1984), deutscher Kapellmeister und Chordirektor
- Caelius, Michael (1492–1559), Theologe, Reformator
- Caemmerer, Charlotte von (1877–1962), deutsche Autorin und Krankenschwester
- Caemmerer, Dora von (1910–1988), deutsche Sozialarbeiterin und Juristin
- Caemmerer, Erasmus, deutscher Ingenieur und Hochschullehrer
- Caemmerer, Ernst von (1908–1985), deutscher Rechtswissenschaftler
- Caemmerer, Gerhard (1905–1961), deutscher Jurist und NS-Gegner
- Caemmerer, Hermann von (1879–1914), deutscher Historiker und Archivar
- Caemmerer, Johann Vincenz (1761–1817), deutscher Jurist, Komödiendichter und Publizist
- Caemmerer, Rudolf von (1845–1911), preußischer Generalleutnant sowie Militärschriftsteller
- Caemmerer, Susanne von (* 1953), deutsch-australische Biologin und Mathematikerin
- Caen, Émilie, französische SchauspielerinÉmilie Caen

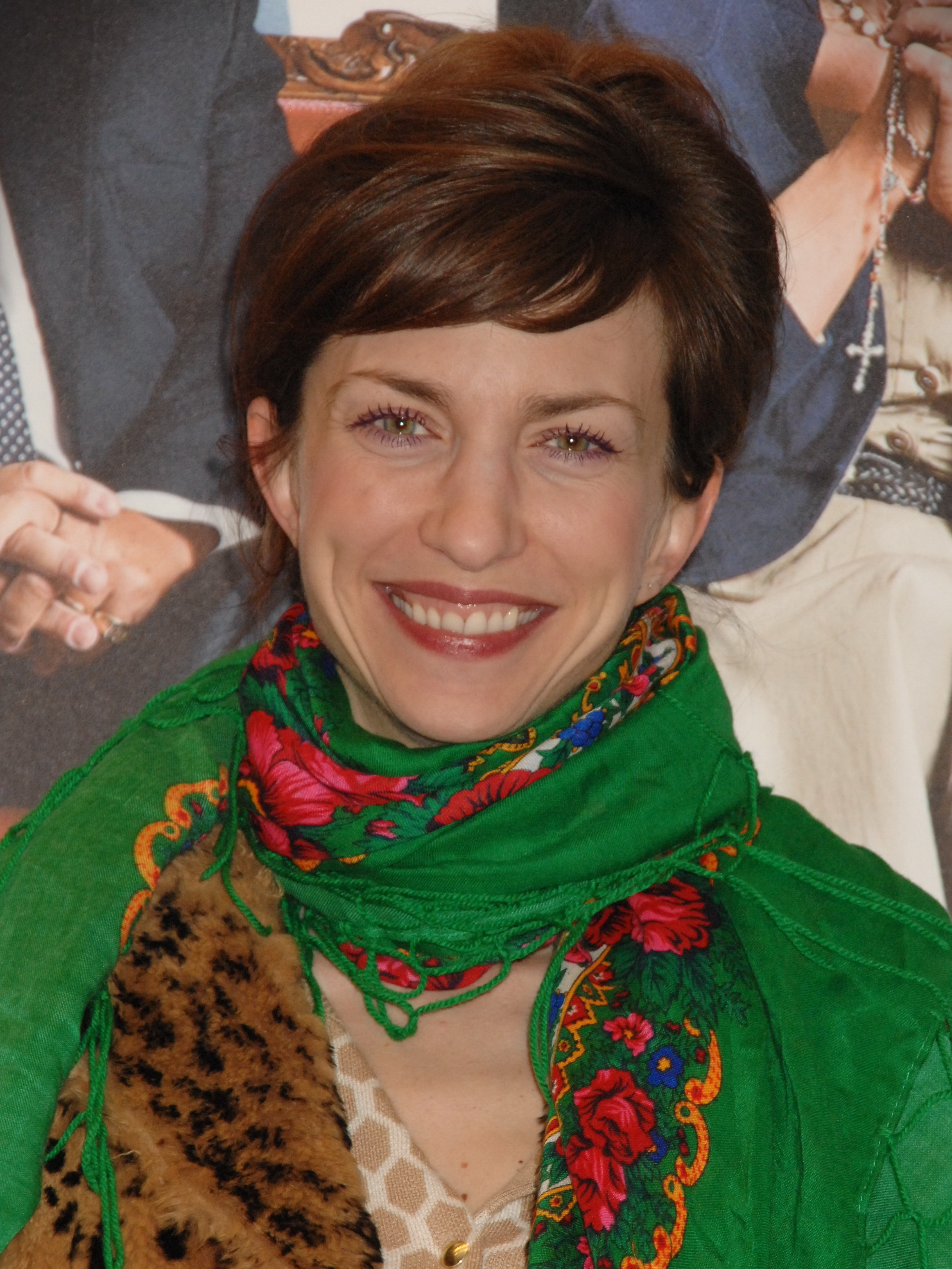
Émilie Caen

- Cáenchomrac Ua Baigill († 1106), Bischof von Armagh
- Caepio Charitinus, römischer Offizier (Kaiserzeit)
- Caerellia, Freundin Ciceros
- Caerellius Priscus, römischer Politiker und Heerführer
- Caerellius Victor, Decimus, römischer Offizier (Kaiserzeit)
- Caerels, Nicolas (1889–1966), belgischer Autorennfahrer
- Caermare, Severo (* 1969), philippinischer Geistlicher, römisch-katholischer Bischof von Dipolog
- Caers, Yentel (* 1995), belgischer Windsurfer
- Caesar, syrischer Fotograf
- Caesar, Adolph (1933–1986), US-amerikanischer Film- und Theaterschauspieler
- Caesar, Aquilin Julius (1720–1792), österreichischer Augustiner-Chorherr und Landeshistoriker
- Caesar, Arthur (1892–1953), rumänisch-US-amerikanischer Drehbuchautor
- Caesar, Cajus Julius (* 1951), deutscher Politiker (CDU), MdB
- Caesar, Carl Julius (1816–1886), deutscher Philologe
- Caesar, Christoph (1540–1604), deutscher Pädagoge und Dichter
- Caesar, Claus (* 1967), deutscher Dramaturg
- Caesar, Cornelis († 1657), Gouverneur von Niederländisch-Formosa
- Caesar, Daniel (* 1995), kanadischer R&B-Sänger
- Caesar, Gaius (20 v. Chr.–4), Adoptivsohn des Augustus
- Caesar, Gaius Iulius († 44 v. Chr.), römischer Staatsmann, Feldherr und AutorGaius Iulius Caesar († 44 v. Chr.)

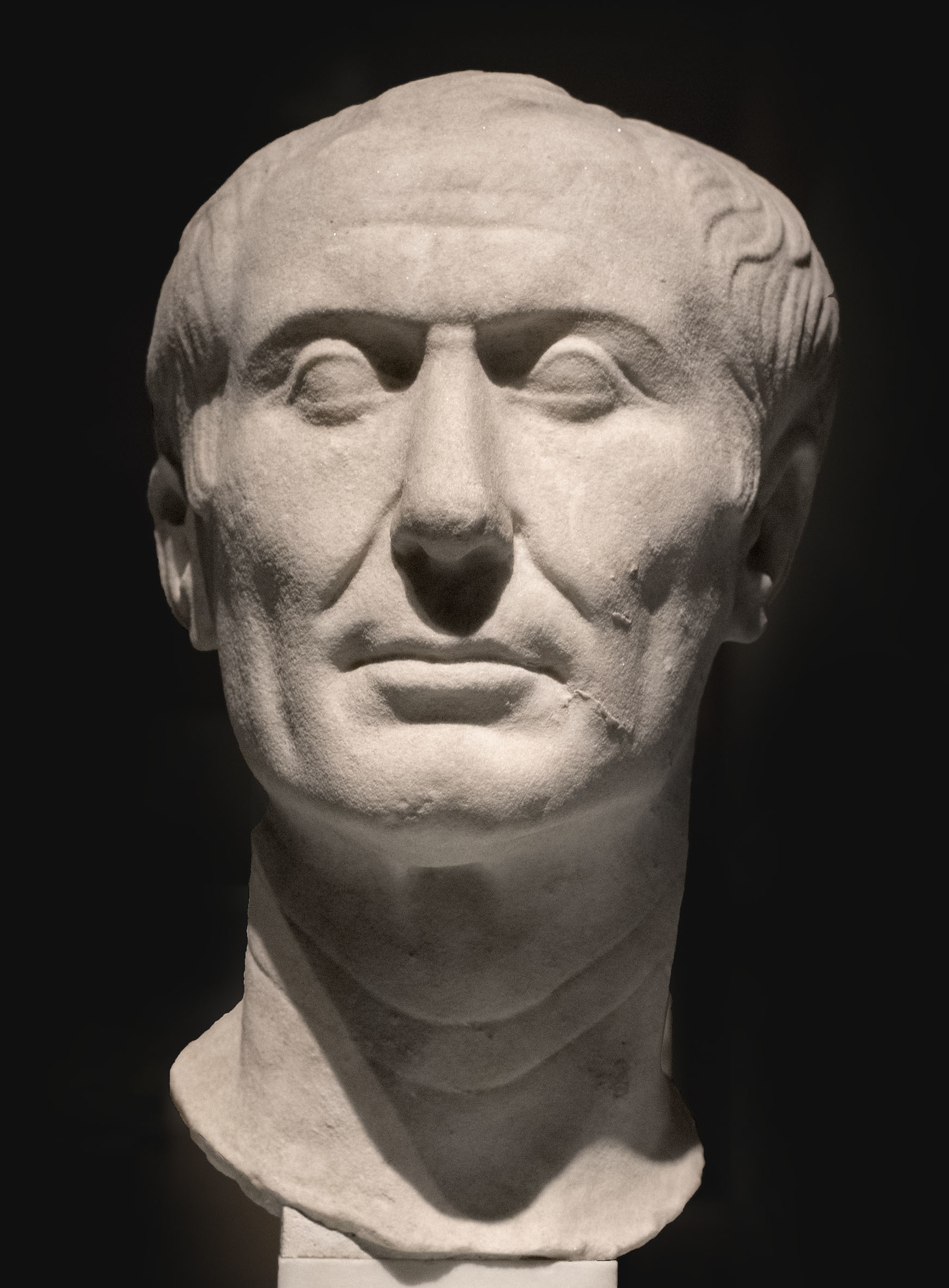
Gaius Iulius Caesar († 44 v. Chr.)

- Caesar, Gerhard (1792–1874), deutscher Advokat und Archivar, Senator der Freien Hansestadt Bremen
- Caesar, Gotthilf (* 1858), deutscher Bildender Künstler
- Caesar, Gus (* 1966), englischer Fußballspieler
- Caesar, Hans-Joachim (1905–1990), deutscher Bankenjurist
- Caesar, Irving (1895–1996), US-amerikanischer Songwriter
- Caesar, Joachim († 1648), Jurist, Übersetzer und Autor von Gelegenheitsdichtungen
- Caesar, Joachim (1901–1974), deutscher Agrarwissenschaftler, SS-Führer und Leiter der landwirtschaftlichen Betriebe im KZ Auschwitz
- Caesar, Johann Melchior († 1692), deutscher Komponist
- Caesar, John (1763–1796), englischer Strafgefangener
- Caesar, Julius (1557–1636), englischer Richter und königlicher Regierungsbeamter
- Caesar, Karl (1874–1942), deutscher Architekt und Hochschullehrer
- Caesar, Karl Adolph (1744–1811), deutscher Philosoph
- Caesar, Knud (* 1925), deutscher Pflanzenbauwissenschaftler
- Caesar, Kurt (1906–1974), deutsch-italienischer Jazz- und Unterhaltungsmusiker sowie Comiczeichner
- Caesar, Pablo (* 1980), polnischer Akrobat
- Caesar, Peter (1939–1999), deutscher Politiker (FDP)
- Caesar, Philipp, reformierter Theologe
- Caesar, Pierre (* 1980), polnischer Akrobat
- Caesar, Richard (* 1962), deutscher Filmregisseur, Drehbuchautor und Fotograf
- Caesar, Rolf (* 1944), deutscher Volkswirt
- Caesar, Rudolf Otto (1840–1925), Geheimer Oberbaurat, Eisenbahnbaufachmann und Mitglied der königlichen Eisenbahndirektion
- Caesar, Shirley (* 1938), US-amerikanische Gospelsängerin
- Caesar, Sid (1922–2014), US-amerikanischer SchauspielerSid Caesar (1922–2014)

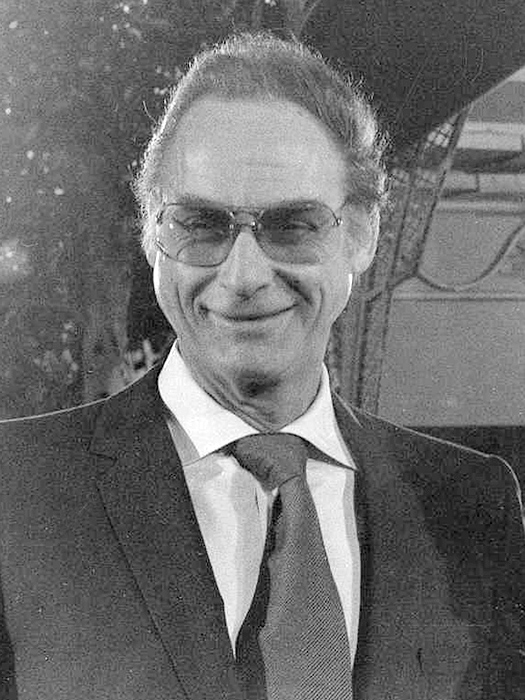
Sid Caesar (1922–2014)

- Caesar, Siegmundt Tobias (1763–1838), Bremer Kaufmann und Senator
- Caesar, Syque (* 1990), US-amerikanisch-bangladeschischer Turner
- Caesarius von Arles († 542), Erzbischof von Arles
- Caesarius von Heisterbach, Mönch, Zisterzienser, ChronistCaesarius von Heisterbach

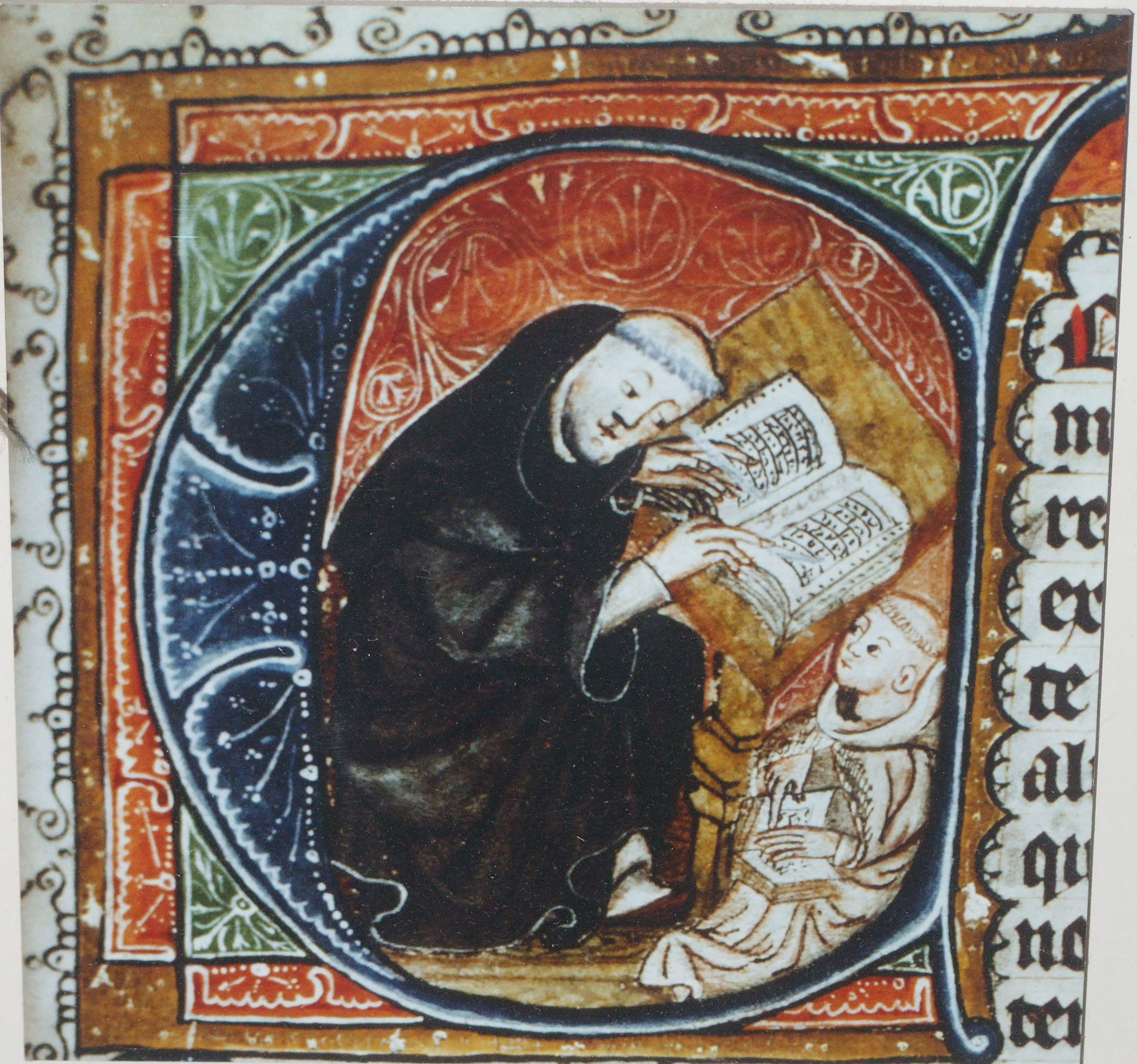
Caesarius von Heisterbach

- Caesarius von Milendonk, Abt der großen Benediktinerabtei Prüm
- Caesarius von Nazianz, Gelehrter, Mediziner und Beamter
- Caesarius von Terracina, Märtyrer und Heiliger
- Caesarius, Flavius, römischer Politiker, Konsul 397
- Caesarius, Johannes († 1550), deutscher Humanist
- Caesellius Bassus, römischer Ritter
- Caesem, Jodocus († 1664), deutscher katholischer Priester und Abt des Klosters Marienfeld
- Caesennius Antoninus, Lucius, römischer Suffektkonsul (128)
- Caesennius Gallus, Aulus, römischer Statthalter
- Caesennius Sospes, Lucius, römischer Suffektkonsul (114)
- Caesernius Macedo, Titus, römischer Ritter
- Caesernius Quinctianus, Titus, römischer Suffektkonsul (um 138)
- Caesernius Statianus, Titus, römischer Suffektkonsul
- Caesetius Flavus, Lucius, römischer Volkstribun 44 v. Chr.
- Caesetius Sodalis, Publius, römischer Elfenbeinschnitzer
- Caesidius Dexter, Gaius, römischer Offizier (Kaiserzeit)
- Caesius Aper, Gaius, römischer Offizier (Kaiserzeit)
- Caesius Frontinus, Lucius, römischer Offizier (Kaiserzeit)
- Caesius Mutilus, Marcus, römischer Soldat
- Caesius Propertianus, Sextus, römischer Offizier (Kaiserzeit)
- Caesius Silvester, Gaius, römischer Offizier (Kaiserzeit)
- Caesius Verus, Marcus, römischer Centurio (Kaiserzeit)
- Caesonius Bassus, römischer Konsul des Jahres 317
- Caesonius Macer Rufinianus, Gaius, römischer Suffektkonsul
- Caesonius Ovinius Manlius Rufinianus Bassus, Lucius, spätantiker römischer Politiker und Konsul
- Caëtane, Hugo (* 1987), mauritischer Straßenradrennfahrer
- Caetani di Sermoneta, Niccolò (1526–1585), italienischer Erzbischof und Kardinal
- Caetani, Antonio († 1412), italienischer Kardinal und Patriarch
- Caetani, Antonio (1566–1624), italienischer Kardinal und Bischof
- Caetani, Benedetto, iuniore († 1296), italienischer Kardinal
- Caetani, Bonifazio (1567–1617), italienischer Erzbischof und Kardinal
- Caetani, Enrico (1550–1599), italienischer Kardinal und Bischof
- Caetani, Francesco († 1659), römisch-katholischer Bischof
- Caetani, Francesco († 1670), italienischer römisch-katholischer Geistlicher, Titularerzbischof von Rhodos, Apostolischer Nuntius in Spanien
- Caetani, Francesco († 1317), römisch-katholischer Kardinal
- Caetani, Leone (1869–1935), italienischer Historiker und Politiker, Mitglied der Camera
- Caetani, Luigi (1595–1642), italienischer Kardinal und Bischof
- Caetani, Onorato (1842–1917), italienischer Großgrundbesitzer, Jurist und Politiker
- Caetani, Onorato I. († 1400), italienischer Adliger
- Caetani-Lovatelli, Ersilia (1840–1925), italienische Klassische Archäologin
- Caetano, Abílio José, osttimoresischer Beamter und Politiker
- Caetano, Adrián (* 1969), uruguayischer Filmregisseur
- Caetano, André Gonçalves (* 1992), Schweizer Fußballspieler
- Caetano, Bruno (* 1979), portugiesischer Animator und Filmproduzent
- Caetano, Domenico Manuel († 1709), italienischer Alchemist, Goldmacher und Hochstapler
- Caetano, Edmilson Amador (* 1960), brasilianischer Ordensgeistlicher, Bischof von Guarulhos
- Caetano, Isabel (* 1979), portugiesische Radrennfahrerin
- Caetano, José de Sá (* 1933), portugiesischer Regisseur
- Caetano, José Edmundo (* 1971), osttimoresischer Politiker
- Caetano, Marcelo (1906–1980), portugiesischer DiktatorMarcelo Caetano (1906–1980)

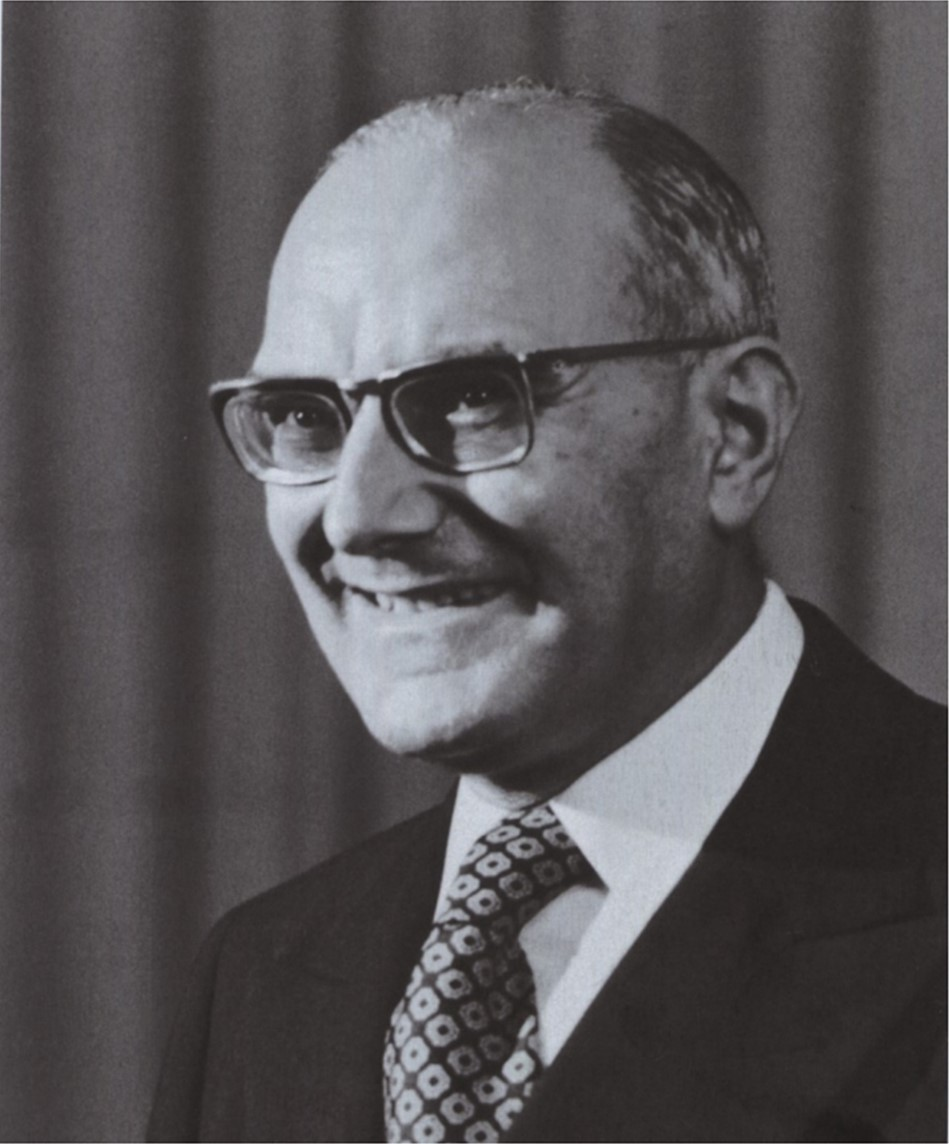
Marcelo Caetano (1906–1980)

- Caetano, Omar (1938–2008), uruguayischer Fußballspieler
- Caetano, Vida (* 2001), brasilianische Sprinterin
- Caethoven, François (* 1953), belgischer Radrennfahrer
- Caethoven, Hendrik (* 1956), belgischer Radrennfahrer
- Caethoven, Steven (* 1981), belgischer Radrennfahrer
- Caeyers, Jan (* 1953), belgischer Dirigent, Musikwissenschaftler und Hochschullehrer

### Caf
- Cafà, Melchiorre (1636–1667), maltesischer Bildhauer
- Cafaro, Erin (* 1983), US-amerikanische Ruderin
- Cafaro, Pasquale (1715–1787), italienischer Komponist
- Cəfərov, Məmməd Yusif (1885–1938), aserbaidschanischer Politiker und Staatsmann
- Cəfərov, Təyyar (* 1939), aserbaidschanischer Physiker
- Cəfərzadə, Sevinc (* 1994), aserbaidschanische Fußballnationalspielerin
- Cafasso, Joseph (1811–1860), heiliggesprochener römisch-katholischer Geistlicher und Sozialreformer
- Café Filho, João (1899–1970), brasilianischer Politiker und Präsident Brasiliens
- Café, Maria Mambo (1945–2013), angolanische Wirtschaftswissenschaftlerin und Politikerin (MPLA)
- Café, Red, US-amerikanischer Rapper
- Cafe, Tim (* 1987), neuseeländischer Skirennläufer
- Ca’fer Pascha († 1697), osmanischer Pascha und Feldherr
- Caferra, Vito Marino (* 1939), italienischer Rechtswissenschaftler, Richter und Professor
- Cafesjian, Gerard (1925–2013), US-amerikanischer Jurist und Mäzen
- Caffa, Juan Pablo (* 1984), argentinischer Fußballspieler
- Caffaratti, Florencio (1915–2001), argentinischer Fußballspieler und -trainer
- Caffarel, Henri (1903–1996), römisch-katholischer Priester, spiritueller Autor und Gründer der Equipes Notre-Dame
- Caffarel, José María (1919–1999), spanischer Schauspieler
- Caffarel, Louis Charles (1829–1907), französischer General
- Caffarelli (1710–1783), italienischer Opernsänger (Kastrat)Caffarelli (1710–1783)

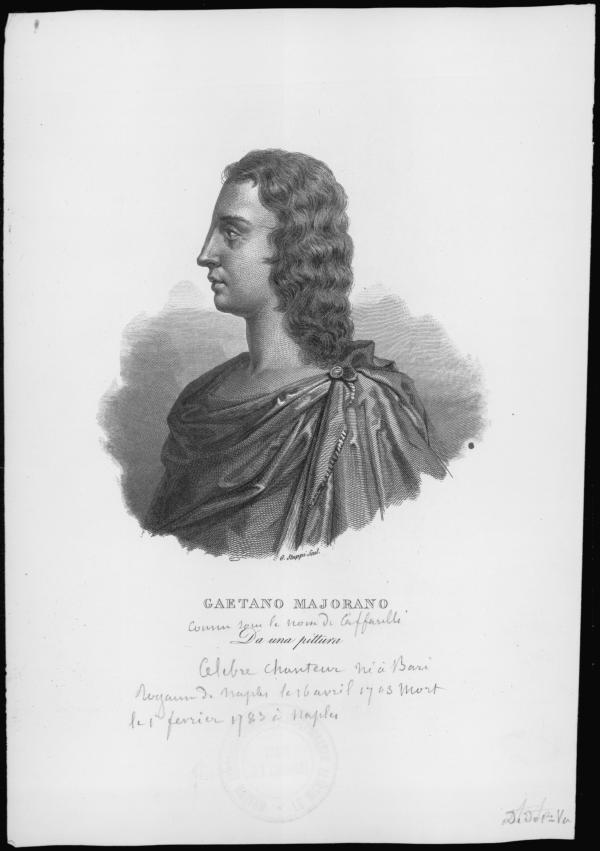
Caffarelli (1710–1783)

- Caffarelli Borghese, Scipione (1577–1633), italienischer Geistlicher, Kardinal der Römischen Kirche und Erzbischof von Bologna
- Caffarelli du Falga, Louis Marie Joseph Maximilien (1756–1799), französischer Brigadegeneral
- Caffarelli, Luis (* 1948), argentinisch-amerikanischer Mathematiker
- Caffarelli, Prospero (1593–1659), italienischer Kardinal
- Caffarena, Elena (1903–2003), chilenische Anwältin und Frauenrechtlerin
- Caffari, Denise (* 1973), britische Seglerin
- Caffaro di Rustico da Caschifellone, genuesischer Politiker, Diplomat und Geschichtsschreiber
- Cáffaro, Niní (* 1939), dominikanischer Sänger
- Caffarra, Carlo (1938–2017), italienischer Geistlicher, Erzbischof von Bologna, Kardinal
- Caffé, Daniel (1750–1815), deutscher Maler
- Cafferata, Federica (* 2000), italienische Fußballspielerin
- Cafferata, Patricia Dillon (* 1940), US-amerikanische Politikerin
- Cafferata, Raymond (1897–1966), britischer Polizeiinspektor
- Cafferty, Jack (* 1942), US-amerikanischer Journalist und Fernsehkommentator
- Caffery, Chris (* 1967), US-amerikanischer Gitarrist
- Caffery, Donelson (1835–1906), US-amerikanischer Politiker (Demokratische Partei)
- Caffery, Jack (1879–1919), kanadischer Marathonläufer
- Caffery, Jefferson (1886–1974), US-amerikanischer Botschafter
- Caffery, Jon (* 1960), deutscher Musikproduzent
- Caffery, Patrick T. (1932–2013), US-amerikanischer Politiker
- Caffery, Terry (1949–2022), kanadischer Eishockeyspieler
- Caffi, Alex (* 1964), italienischer Formel-1-Rennfahrer
- Caffi, Ippolito (1809–1866), italienischer Maler
- Caffi, Margherita († 1710), italienische Malerin von Blumen- und Früchtestillleben
- Caffi, Reto (* 1971), Schweizer Filmregisseur
- Caffi, Urbain (1917–1991), italienisch-französischer Radrennfahrer
- Caffier, Lorenz (* 1954), deutscher Politiker (CDU)Lorenz Caffier (* 1954)

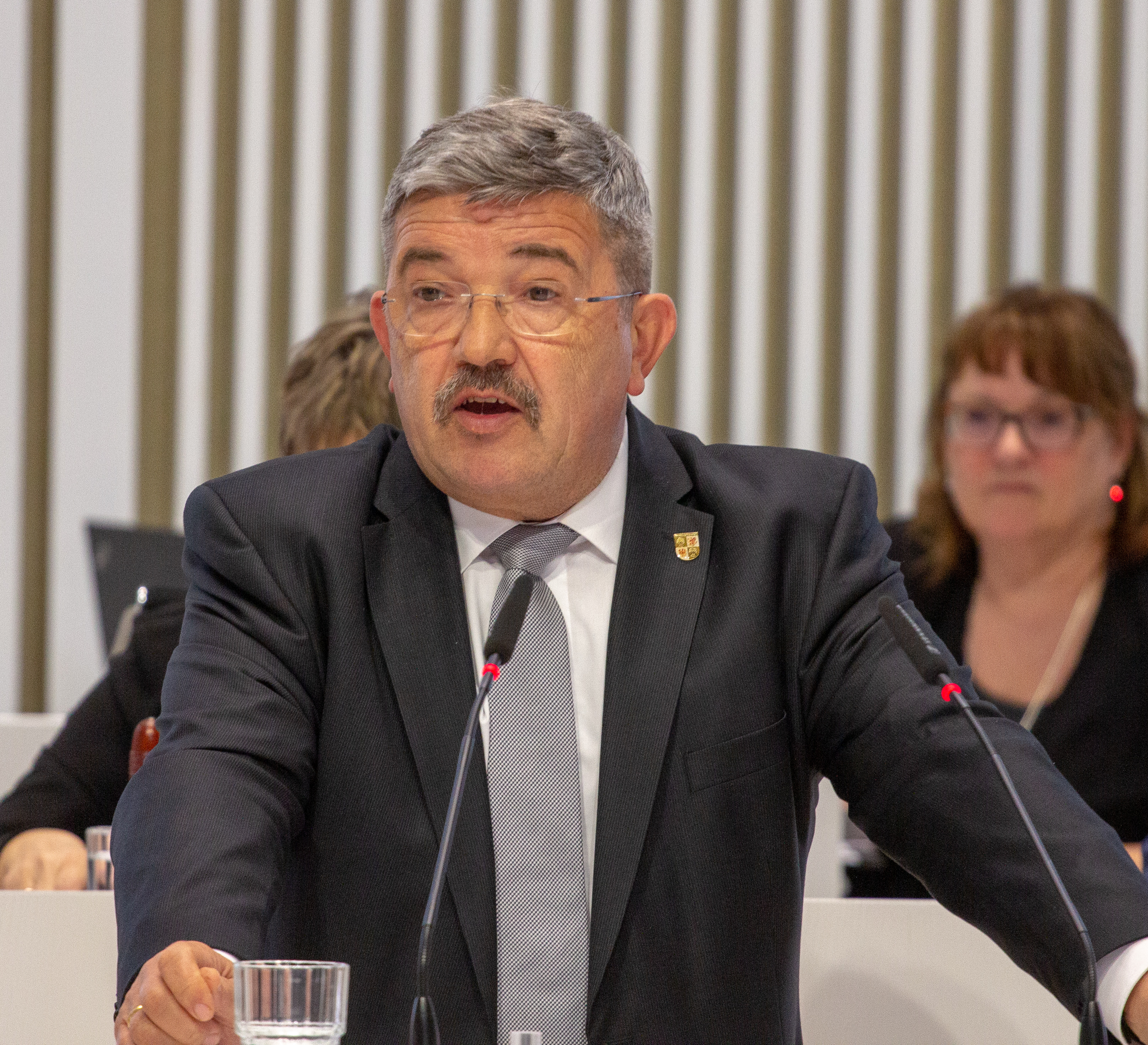
Lorenz Caffier (* 1954)

- Caffier, Wolfgang (1919–2004), deutscher evangelisch-lutherischer Theologe
- Caffieri, Jacques (1678–1755), französischer Bildhauer
- Caffieri, Jean-Jacques (1725–1792), französischer Bildhauer
- Caffiero, Marina (* 1947), italienische Historikerin
- Caffont, Elisa (* 1999), italienische Snowboarderin
- Caffot, Jules (1865–1942), französischer Organist und Komponist
- Caffot, Sylvère (1903–1993), französischer Komponist
- Caffrey, Peter (1949–2008), irischer Schauspieler
- Caffrey, Stephen (* 1959), US-amerikanischer Fernseh-, Film- und Theaterschauspieler
- Caffyn, Kathleen Mannington (1855–1926), britische Schriftstellerin
- Caffyn, Paul (* 1946), neuseeländischer Kanusportler
- Cafiero, Antonio (1922–2014), argentinischer Wirtschaftswissenschaftler, Wirtschaftsprüfer und Politiker der peronistischen Partido Justicialista
- Cafiero, Carlo (1846–1892), italienischer Anarchist und Revolutionär
- Cafiero, Santiago (* 1979), argentinischer Politiker und Außenminister
- Cafiero, Stephen (1920–2000), französischer Tischtennisspieler
- Cafik, Norman (1928–2016), kanadischer Politiker und Verleger
- Cafiso, Francesco (* 1989), italienischer Jazz-Saxophonist
- Caflisch, Arno (* 1942), Schweizer Ländlermusikant
- Caflisch, Johann Anton (1860–1925), Schweizer Jurist und Politiker
- Caflisch, Johann Bartholome (1817–1899), Schweizer Politiker
- Caflisch, Max (1916–2004), Schweizer Typograf, Buchgestalter und Schrift-Kenner
- Caflisch, Ursina (* 1951), Schweizer Organistin
- Caforio, Giuseppe (1935–2015), italienischer General und Militärsoziologe
- Cafrune, Jorge (1937–1978), argentinischer Sänger, Forscher, Sammler und Verbreiter der argentinischen Kultur
- Cafu (* 1970), brasilianischer FußballspielerCafu (* 1970)

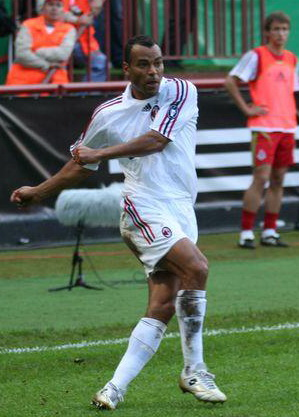
Cafu (* 1970)

- Cafú (* 1972), brasilianischer Fußballspieler
- Cafú (* 1977), kap-verdischer Fußballspieler

### Cag
- Čagalj Sejdi, Petra (* 1978), deutsche Politikerin (Bündnis 90/Die Grünen), MdL
- Čagalj, Joško (* 1972), kroatischer Sänger
- Cagan, Andrea, US-amerikanische Schriftstellerin und Biografin
- Cagan, Phillip D. (1927–2012), US-amerikanischer Ökonom und Autor
- Cagan, Ross Leigh (* 1960), US-amerikanischer Mediziner und Hochschullehrer
- Çağaptay, Soner (* 1970), türkischer Politikwissenschaftler
- Cagara, Dennis (* 1985), philippinischer Fußballnationalspieler
- Cagaš, Pavel (* 1963), tschechischer Eishockeytorhüter
- Çağatay, Cafer (1899–1991), türkischer Fußballspieler und -funktionär
- Çağatay, Mustafa (1937–1989), türkisch-zyprischer Politiker
- Cage (* 1974), US-amerikanischer Rapper
- Cage, Buddy (1946–2020), US-amerikanischer Pedal Steel Gitarrist
- Cage, Christian (* 1973), kanadischer Wrestler
- Cage, Dan (* 1985), US-amerikanischer Basketballspieler
- Cage, David (* 1969), französischer Musiker und Videospieldesigner
- Cage, Harry (1795–1858), US-amerikanischer Jurist und Politiker
- Cage, John (1912–1992), US-amerikanischer KomponistJohn Cage (1912–1992)

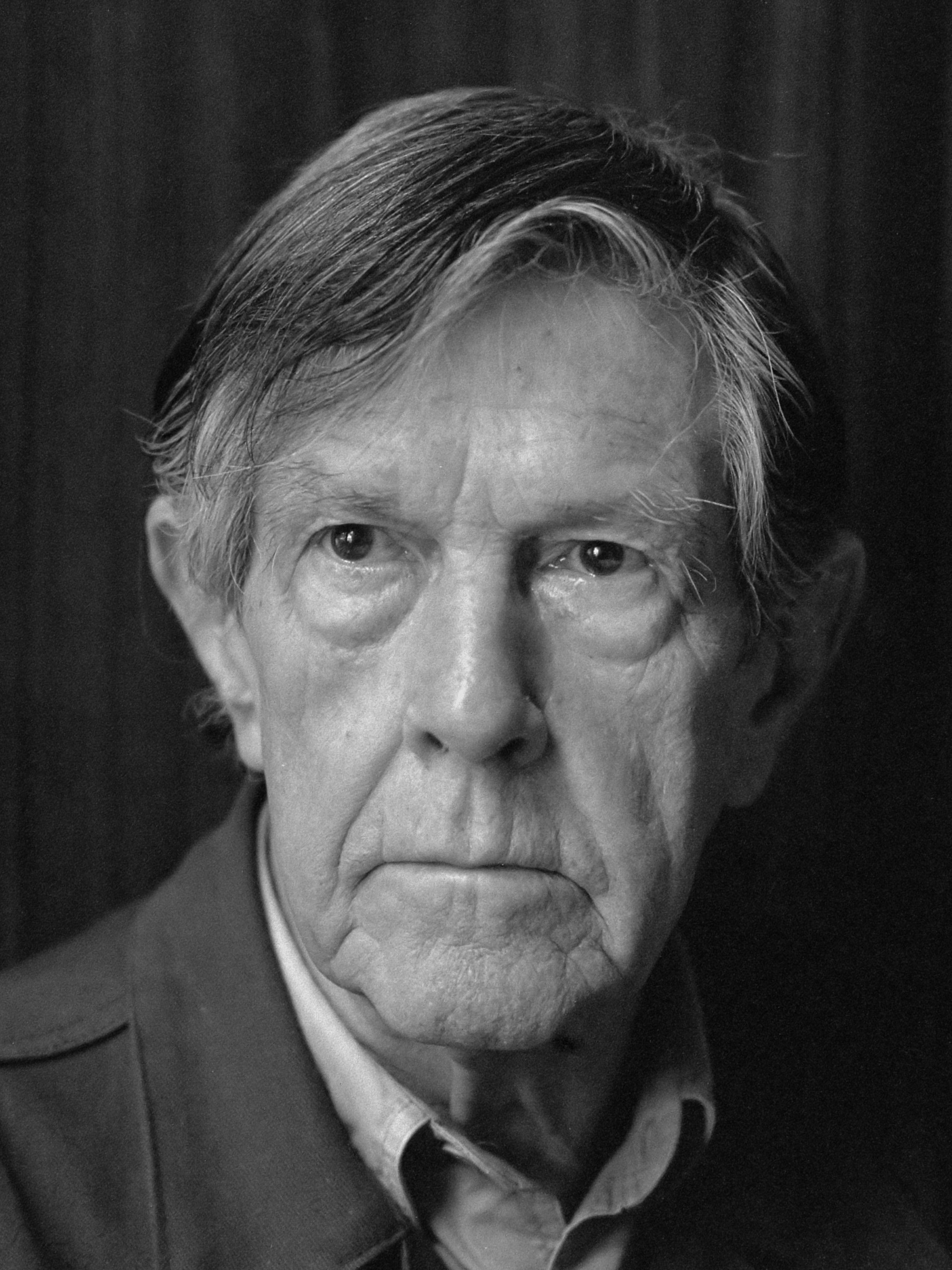
John Cage (1912–1992)

- Cagé, Julia (* 1984), französische Wirtschaftswissenschaftlerin
- Cage, Nicolas (* 1964), US-amerikanischer SchauspielerNicolas Cage (* 1964)

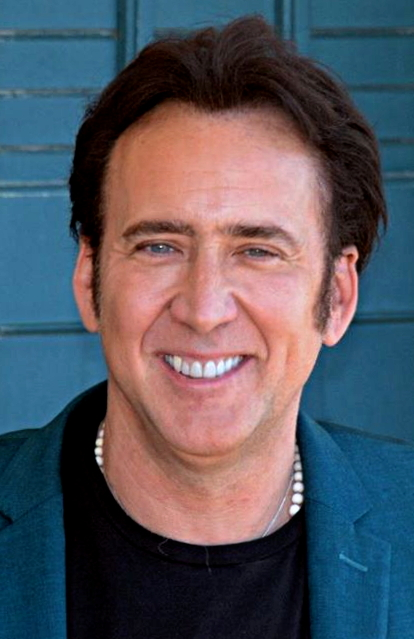
Nicolas Cage (* 1964)

- Caggiani, Daniel (* 1983), uruguayischer Politiker
- Caggiano, Antonio (1889–1979), argentinischer Geistlicher, Erzbischof von Buenos Aires und Kardinal der römisch-katholischen Kirche
- Caggiano, Frank Joseph (* 1959), US-amerikanischer Geistlicher, Bischof von Bridgeport
- Caggiano, Rob (* 1976), amerikanischer Gitarrist, Toningenieur und Musikproduzent
- Caggiula, Drake (* 1994), kanadischer Eishockeyspieler
- Cagianello, Joe (* 1955), kanadischer Snookerspieler
- Cagiano de Azevedo, Antonio Maria (1797–1867), italienischer Geistlicher und Kardinal der Römischen Kirche
- Cagiano de Azevedo, Ottavio (1845–1927), italienischer Geistlicher und Kurienkardinal der römisch-katholischen Kirche
- Çağıran, Merve (* 1992), türkische Schauspielerin
- Çağıran, Musa (* 1992), türkischer Fußballspieler
- Çağıran, Rahman Buğra (* 1995), türkischer Fußballspieler
- Çağırır, Ayşe (* 1995), türkische Boxerin und Weltmeisterin
- Çağlar, Derya (* 1982), deutsche Politikerin (SPD), MdA
- Çağlar, Gazi (* 1968), türkischer Geschichts- und Religionswissenschaftler sowie Hochschullehrer
- Caglar, Olgu (* 1984), deutscher Schauspieler mit türkischen Wurzeln
- Çağlar, Serhat (* 1988), türkischer Fußballtorhüter
- Çağlar, Tan (* 1980), deutsch-türkischer Comedian, Rollstuhlbasketballer, Model und SchauspielerTan Çağlar (* 1980)

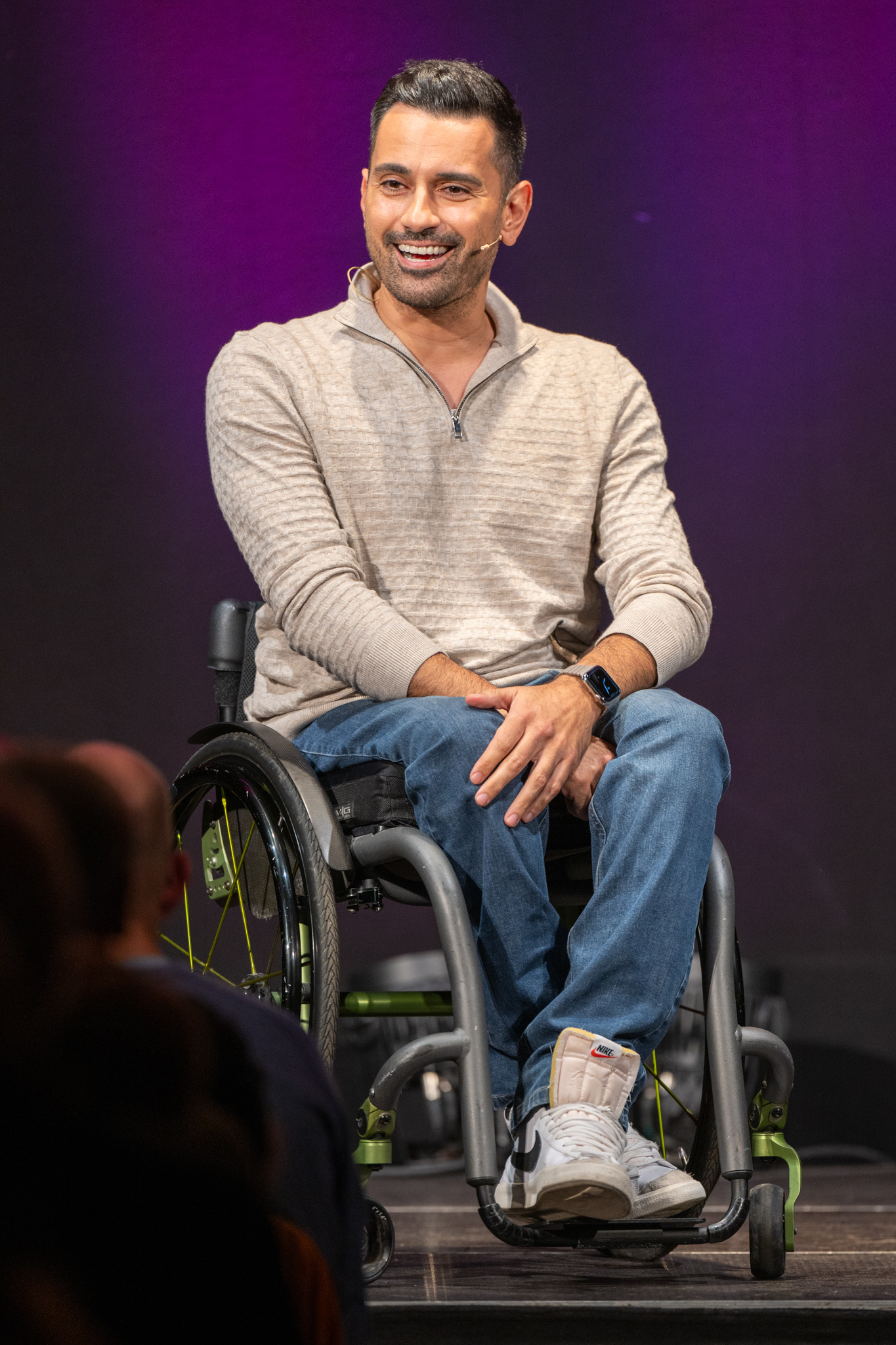
Tan Çağlar (* 1980)

- Çağlayan, Mehmet Zafer (* 1957), türkischer Maschinenbauingenieur, Industrieller, Politiker und Industrie- und Handelsminister
- Çağlayan, Oğulcan (* 1996), türkischer Fußballspieler
- Çağlayangil, İhsan Sabri (1908–1993), türkischer Politiker
- Cagle, Aubrey (1928–2004), US-amerikanischer Rockabilly-Musiker und Label-Besitzer
- Cagle, Casey (* 1966), US-amerikanischer Politiker
- Cagle, Chris (* 1968), US-amerikanischer Country-Musiker
- Cagle, Fred R. (1915–1968), US-amerikanischer Herpetologe und Hochschullehrer
- Cagle, Harold (1913–1977), US-amerikanischer Sprinter
- Cagle, Yvonne (* 1959), US-amerikanische Astronautin
- Cagli, Corrado (1910–1976), italienischer Künstler
- Cagliares, Baldassarre (1575–1633), Geistlicher des Malteserordens und Bischof von Malta
- Cagliero, Giovanni (1838–1926), italienischer Kardinal der römisch-katholischen Kirche
- Caglione, John junior (* 1958), US-amerikanischer Maskenbildner und Oscarpreisträger
- Caglioni, Andrea (1763–1825), Schweizer Anwalt, Politiker, Tessiner Grossrat und Staatsrat
- Caglioni, Carlo (1790–1846), Schweizer Anwalt, Politiker, Tessiner Grossrat und Staatsrat
- Caglioni, Nicholas (* 1983), italienischer Fußballspieler
- Cagliostro, Alessandro (1743–1795), italienischer Alchemist und Hochstapler
- Cagna, Mario (1911–1986), italienischer Geistlicher, römisch-katholischer Erzbischof und Diplomat des Heiligen Stuhls
- Cagnac, Bernard (1931–2019), französischer Physiker
- Cagnacci, Guido (1601–1663), italienischer Maler des Barock
- Cagnaccio di San Pietro (1897–1946), italienischer Maler des Magischen Realismus
- Cagnasso, Claude (1939–2015), französischer Jazzmusiker (Trompete, Arrangement)
- Cagnat, René (1852–1937), französischer Epigraphiker und Althistoriker
- Cagnazzi, Luca de Samuele (1764–1852), italienischer Erzdiakon, Wissenschaftler, Mathematiker, politischer Ökonom
- Cagnetti, Andrea (* 1967), italienischer Bildhauer
- Cagney, James (1899–1986), US-amerikanischer FilmschauspielerJames Cagney (1899–1986)

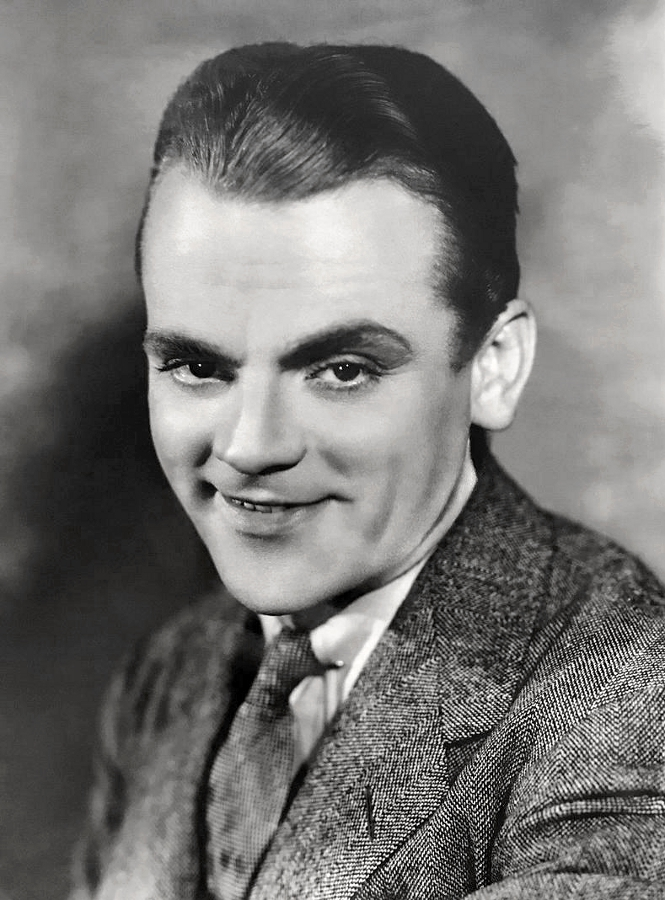
James Cagney (1899–1986)

- Cagney, Jeanne (1919–1984), US-amerikanische Schauspielerin
- Cagney, William (1905–1988), US-amerikanischer Schauspieler und Filmproduzent
- Cagni, Umberto (1863–1932), italienischer Forschungsreisender und Admiral
- Cagniard de la Tour, Charles (1777–1859), französischer Ingenieur und Physiker
- Cagno, Alessandro (1883–1971), italienischer Rennfahrer
- Cagnola, Luigi (1762–1833), italienischer Architekt
- Cagnolatti, Ernie (1911–1983), US-amerikanischer Musiker (Trompete, Gesang) des Hot Jazz
- Cagnoli, Antonio (1743–1816), italienischer Astronom
- Cagnon, Michael († 1700), Architekt und Festungsingenieur
- Cagnoni, Antonio (1828–1896), italienischer Opernkomponist
- Cagnotto, Franco (* 1947), italienischer Wasserspringer
- Cagnotto, Tania (* 1985), italienische Turmspringerin (Südtirol)
- Cagny, Olivier de (* 1961), französischer römisch-katholischer Geistlicher und Bischof von Évreux
- Cagol, Margherita (1945–1975), italienische LinksterroristinMargherita Cagol (1945–1975)

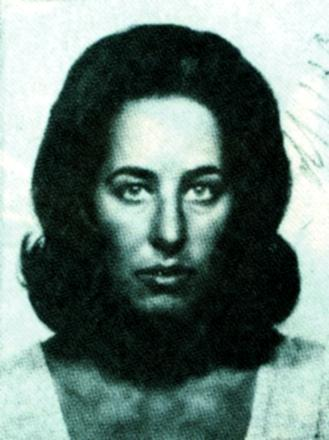
Margherita Cagol (1945–1975)

- Çağrıcı, Mustafa (* 1950), türkischer islamischer Theologe
- Cagwin, Jarrod (* 1974), US-amerikanischer Jazzperkussionist
- Cagwin, Leland G. (1915–2004), US-amerikanischer Offizier, Generalmajor der US Army